# Literatura del Holocausto

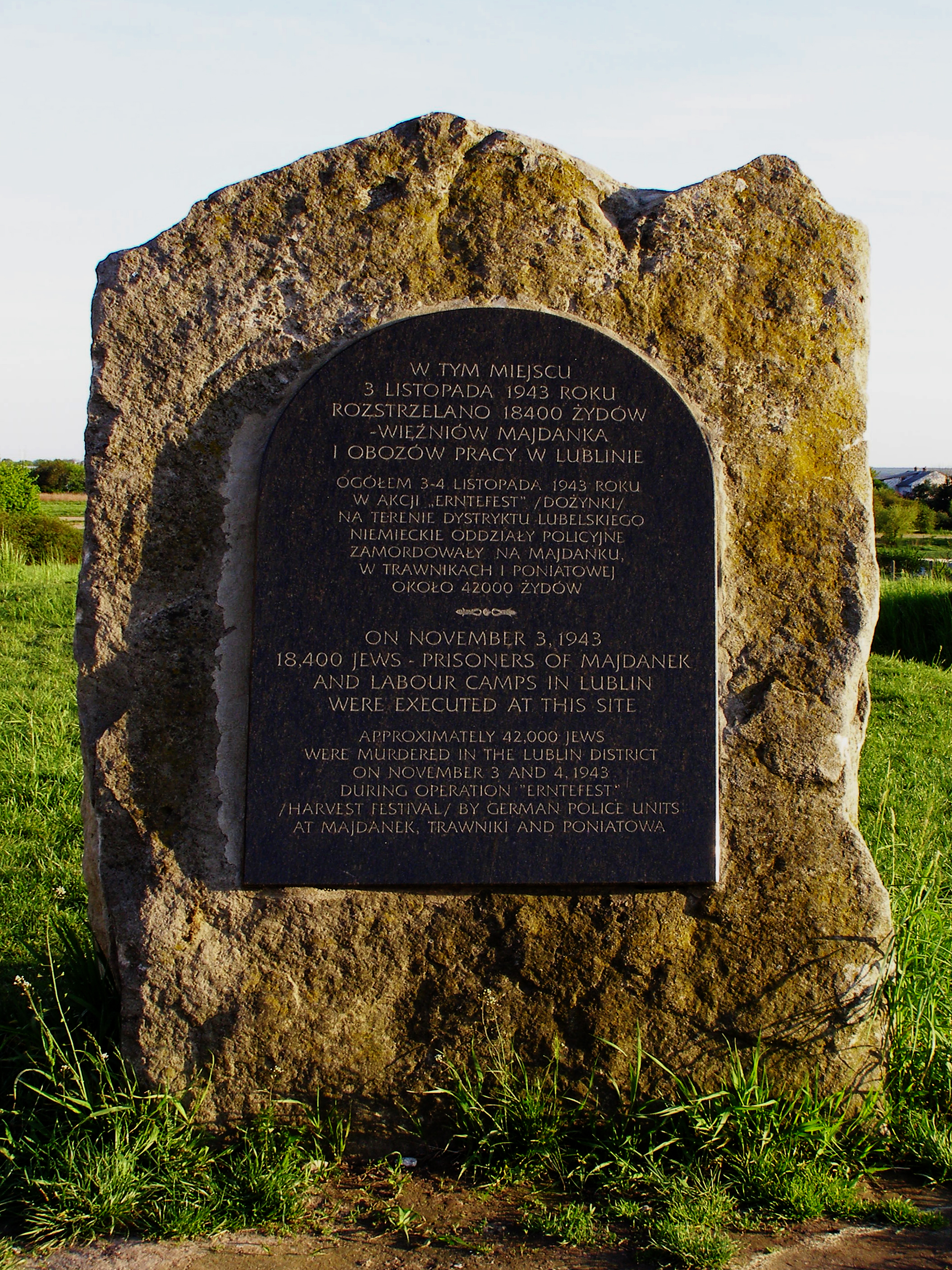
Estela en memoria de los judíos aniquilados en Majdanek

La literatura del Holocausto está compuesta por obras literarias que atestiguan o evocan directamente la aniquilación de los judíos por parte del nazismo entre 1939 y 1945. Según el departamento de literatura del Holocausto de la Universidad Justus Liebig de Giessen, incluye muchos tipos de texto que van más allá de los límites de los géneros literarios clásicos de la épica, la poesía y el drama. Sin embargo, el término es controvertido. El término literatura del Holocausto proviene de los EE. UU. y, de acuerdo con el modelo de Gießen de la literatura del Holocausto, incluye escritos “auténticos” escritos por sobrevivientes y textos ficticios. Los autores pueden estar directamente (como perpetradores o víctimas) o indirectamente (por ejemplo, como miembros de las generaciones posteriores) conectados con el Holocausto. También se incluyen textos sobre el tema escritos por no involucrados.
Los tipos de texto incluyen diarios y crónicas de la época del Holocausto, memorias y reminiscencias escritas posteriormente, y textos ficticios (novelas, poemas, dramas) que tratan el Holocausto como tema central. Como se usa en este artículo, "ficticio" significa personas y personajes, eventos y lugares imaginarios o inventados.
La literatura del Holocausto comienza incluso antes del aniquilamiento en los campos de concentración y exterminio, en los guetos donde vivían hacinados los judíos de toda la Europa alemana. "todos estaban escribiendo en guetos", señala el historiador Ringelblum, quien creó el archivo Oyneg Shabbos, una organización clandestina, que recopilaba los archivos del gueto de Varsovia, un conjunto de testimonios, obras literarias y análisis sobre las condiciones de vida, alimentación y creación en ese lugar.
Autorreflexivamente ambivalentes sobre la representación literaria, las obras de la literatura del Holocausto negocian las contradicciones inherentes entre los discursos históricos e imaginativos, insistiendo paradójicamente en la necesidad de narrar los eventos y experiencias internas del genocidio nazi y la imposibilidad de hacerlo adecuadamente. A medida que las imágenes del Holocausto impregnan cada vez más la cultura occidental, la literatura ofrece no solo un discurso ético de duelo y conmemoración, sino también metáforas de estados psicológicos, problemas sociales y políticos y el mal contemporáneo.
Después de la guerra, el Holocausto se convirtió en un tema literario y filosófico prominente, especialmente con el trabajo de la Escuela de Fráncfort. Ariane Kalfa, filósofa del judaísmo y heredera de esta escuela, se pregunta en sus obras si todavía es posible filosofar después del Holocausto. Los textos del Holocausto tropiezan así con la dificultad de pensar y narrar un acontecimiento inédito, con hechos a veces tan horribles que infunden en los autores el temor de no encontrar las palabras para describirlos y hacer comprender su verdadera naturaleza. Pero los sobrevivientes sienten el imperativo de decir lo que pasó, de testificar, de mantener viva la memoria de los desaparecidos. De hecho, la diversidad de la producción literaria, desde testimonios hasta ensayos filosóficos y poesía, ha hecho tangible el horror del Holocausto, el sufrimiento y la desesperación de las víctimas. Desde Primo Levi, que narra con la mayor sobriedad su lucha diaria por sobrevivir en un campo de trabajo de Auschwitz, hasta el lirismo desesperado de Itzhak Katzenelson, el lector puede captar parte de las vivencias y sentimientos de las víctimas y testigos del Holocausto.  

## Tradiciones literarias judías y literatura del aniquilamiento

### ¿Ruptura o continuidad de las tradiciones literarias judías?
Los trastornos de la historia judía: la diáspora, las persecuciones periódicas desde la primera cruzada, el destierro de la sociedad, los pogromos, habían llevado a los judíos a desarrollar a lo largo de los siglos múltiples figuras para narrar el desastre. La cultura religiosa judía nutre un mandato memorial ligado al exilio, el de Zakhor (" acuérdate”). Este mandato, que se puede encontrar desde la Edad Media en el Memorbuch, tiene como objetivo preservar las huellas del pueblo judío amenazado por la destrucción. También refleja el culto a la escritura nacido de una concepción teológica del lenguaje. La transposición de esta ley en el mundo civil ya está en marcha en el momento de los pogromos en Europa del Este y Ucrania a principios del siglo XX Shloime Anski e Isaac Leib Peretz lanzan entonces un llamamiento para escribir y preservar las huellas del mundo judío. La nueva dificultad radica en presenciar la destrucción total. Esto le da a la escritura un nuevo carácter sagrado y definitivo.
Las lenguas judías, el hebreo y el yidis utilizan referencias a textos sagrados para evocar las catástrofes que marcan su historia, adquiriendo nuevos significados, ofreciendo atajos donde el pasado y el presente chocan: elección y alianza, diluvio, Job, sacrificio de Isaac, Hourban (la destrucción del templo de Jerusalén). Pero cada caída fue seguida por una restauración.
La aniquilación escapa a cualquier intento de denominación. La brutalidad y lo repentino del exterminio no sólo elimina la posibilidad de un presente y un futuro, sino también del pasado. Los viejos códigos empleados por la comunidad Asquenazí, de repente resultan ser inapropiados y, sin embargo, insustituibles.
"Después de Auschwitz, escribir poesía es una barbaridad", dijo Theodor Adorno poco después del desastre. Del mismo modo, el sobreviviente francés que quiere testimoniar a través de la literatura se encuentra "privado de cualquier referencia [...] Lo que llama la atención es [...] la ausencia de una matriz literaria, debido además a la extrañeza de un fenómeno, el del campo de concentración, totalmente fuera de la cultura política y literaria [por ejemplo] francesa." Elie Wiesel afirma: "Auschwitz niega toda literatura, como niega todos los sistemas, todas las doctrinas; encerrarlo en una filosofía es restringirlo, reemplazarlo con palabras, cualquier palabra, es distorsionarlo. ¿Literatura del Holocausto? El término es un sinsentido".  Charlotte Wardi, profesora de literatura en la Universidad de Haifa y sobreviviente del Holocausto, denuncia cualquier intento de estetizar el Holocausto. Para ella, la tentación de "lucir bien [faire du beau] con el Holocausto" es peligrosa.

### Desaparición del yidis

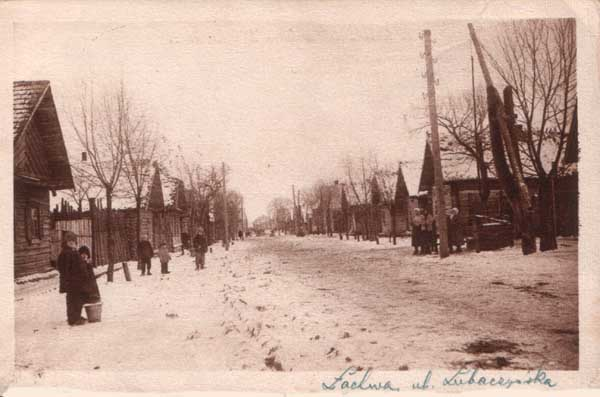
El shtetl en Lakhva, Polonia, en 1926

A finales siglo XIX, el yidis se había convertido en el idioma de una gran parte de los judíos de Europa. Había, en 1930, ocho millones de hablantes de yidis principalmente en Europa Central y Oriental De los seis millones de judíos asesinados, al menos 5,4 millones eran hablantes de yidis. El yidis fue eliminado casi por completo en Europa al mismo tiempo que el mundo judío durante el Holocausto, llamado khurbn en yidis. Los ámbitos de la vida judía (escuelas, teatros, periódicos, sinagogas, centros culturales, shtetl...) también fueron destruidos, así como el inmenso patrimonio literario del YIVO en Vilnius. Es por esto que Rachel Ertel habla de aniquilamiento, pues de una parte dinámica de la cultura europea, solo quedaron rastros después de 1945. En este contexto, escribir en yidis adquiere un significado de aún más peso: el escritor yidis habla de una doble muerte: la muerte de su pueblo y la consiguiente muerte de su lengua. El escritor se encuentra en una situación inextricable: si escribe en yidis, su obra solo tendrá pocos lectores. Si escribe en otro idioma, traicionará a los muertos, el único idioma que les hace verdadera justicia es el yidis, el idioma de los exterminados. Las publicaciones en yidis fueron, por tanto, muy numerosas en los años de la posguerra. Así, Java Rosenfarb escribió toda su vida en yidis, pero fue la traducción al inglés de su novela, El árbol de la vida, lo que le dio mayor notoriedad. Ante la muerte del mundo ashkenazi, el escritor tiende a magnificar las formas de vida destruidas, los lugares abolidos, los desaparecidos exterminados. Algunos de estos testimonios son colectivos, como los Yizkor Bikher, o libros de memoria, escritos por los miembros supervivientes de una comunidad desaparecida en el Holocausto. Escritos con mayor frecuencia en yidis, son un testimonio del esplendor de la vida judía destruida, la ocupación nazi y el martirio de su pueblo o aldea, el shtetl. También hay una lista de miembros de la comunidad que murieron durante el Holocausto. El escritor yidis también tiende a santificar el propio yidis, la lengua reducida a cenizas. El escritor también debe enfrentarse al tabú de la muerte de la que escapó.

### Culpa de los sobrevivientes
Los escritos de los sobrevivientes del Holocausto están marcados por una culpa que crece con los años. Es parte de lo que Primo Levi llama el "área gris ": "¿Te avergüenzas porque estás vivo en lugar de otro? Y en particular de un hombre más generoso, más sensible, más sabio, más útil, más digno de vivir que tú?."  Ya en Si esto es un hombre, su primera gran obra sobre el Holocausto, explicaba que, en el campo, la supervivencia dependía de la falta de solidaridad entre los presos y que los más listos no dudaban en despojar a los más débiles (los Muselmänner en la lengua del campo) o a los más ingenuos de sus magros medios de supervivencia. "También buscábamos por todos los medios, aunque fueran en perjuicio de los demás, subir en la 'jerarquía', lo que permitía obtener raciones adicionales o, por lo menos, que se le asignara el trabajo menos agotador."  Esta deshumanización, que no permite trazar una separación clara entre el verdugo y su víctima (que, por lo tanto, se encuentra a menudo en esta " área gris “), sigue haciendo sentir culpable al autor.
En La Force du refus, Ariane Kalfa otorga al sobreviviente el estatus de testigo habitado por la responsabilidad hacia la raza humana y el pueblo judío. Se apela al concepto de contemporaneidad, que lejos de designar una sincronicidad inviste de una responsabilidad fundamental a todo sobreviviente del Holocausto. apela al concepto de vulnerabilidad que, lejos de ser una fragilidad, se convierte en una fortaleza cuando el testigo se pone al servicio de los demás. Esta responsabilidad se convierte en culpa de Elie Wiesel. Elie Wiesel escribe: "vivo y por lo tanto soy culpable ; si todavía estoy aquí es porque un amigo, un camarada, un extraño murió en mi lugar [...] el sistema de selección en los campos no solo tendía a diezmar periódicamente a las poblaciones sino también a llevar a cada prisionero a contarse a sí mismo: pude haber sido yo, soy la causa, quizás la condición de la muerte de otro. " 
Esta culpa afecta no sólo a las generaciones contemporáneas al cataclismo sino también a las posteriores. Así, la filósofa Sarah Kofman, especialista en Nietzsche y Freud, publicó su autobiografía en 1993. Es la historia de su infancia judía bajo la ocupación nazi. Ella expresa la angustia silenciada durante mucho tiempo que sintió después de la deportación y muerte en Auschwitz de su padre, un rabino. Poco después, ella se suicidó. Incluso Art Spiegelman expresa en el cómic Maus, su culpa por tener una vida mejor que la de sus padres polacos sobrevivientes del Holocausto Admira a su padre por sobrevivir; lo que responde Pavel, el psicoanalista de Spiegelman: “ La vida siempre está del lado de la vida y en cierto modo culpamos a las víctimas. Pero no son los MEJORES los que han sobrevivido, ni los que murieron. ¡Fue la CASUALIDAD!!"
La culpa se encuentra también en las novelas. Por ejemplo en La Nuit des Girondins de Jacob Presser el autor muestra su vergüenza y culpa por haber sobrevivido escondido mientras su esposa moría en un campos de concentración.

## Testimonios para la memoria y para la historia
Dado que los verdugos hicieron todo lo posible para ocultar el exterminio de los judíos de la faz del mundo, contando incluso con la incredulidad ante la enormidad de lo ocurrido, la voz de las víctimas es tanto más importante.
Los testimonios comenzaron desde los primeros años de persecución y desde el nacimiento de los guetos: se escribieron cuadernos, cartas, hojas, diarios y, a veces, se mantuvieron en condiciones extremas, en sótanos, áticos, chimeneas, tabiques dobles...
Michał Maksymilian Borwicz uno de los primeros en estudiar los testimonios, encontró que el número de escritos aumenta en 1942: hasta entonces, los judíos de los guetos creían en la próxima derrota de Alemania y en la salvación de la mayoría de ellos. Sin embargo, fue en 1942 cuando comenzó la deportación a los campos de exterminio; los judíos tenían entonces la convicción de que todos morirían antes de haber visto la derrota nazi. Preservar la memoria de los hechos que desafían la imaginación se convierte entonces en un imperativo a los ojos de muchos.
Este imperativo se encontró incluso en el seno de las cámaras de gas: los Pergaminos de Auschwitz, cuadernos escritos a mano, enterrados cerca del crematorio III de Auschwitz, fueron escondidos por miembros del Sonderkommando: Zalman Gradowski, Zalmen Lewental y Leib Langfus escribieron en yidis; Haim Herman en francés; Marcel Nadjari en griego. Estos cinco textos fueron encontrados después de la guerra. Cuatro de sus autores perecieron, Marcel Nadjari sobrevivió y murió en 1971. Los grupos de trabajo eran liquidados y reemplazados a intervalos regulares. No proporcionan un relato ordenado de las escenas atroces que describen, simplemente intentan describir el horror en el que están sumidos. Todos los manuscritos encontrados hablan del terror que reinaba en Birkenau, del silencio, de la ausencia de escape, de este mundo al revés donde el asesinato se había convertido en norma.
Atípico en más de un aspecto, el Informe Vrba-Wetzler fue el primer relato escrito de primera mano de Auschwitz que llegó a Occidente. Rudolf Vrba y Alfréd Wetzler, dos judíos eslovacos que escaparon de Auschwitz el 10 de abril de 1944, redactaron el informe a mano o lo dictaron, en eslovaco, entre el 25 y el 27 de abril en Žilina, Eslovaquia. Oscar Krasniansky del Consejo Judío Eslovaco mecanografió el informe y simultáneamente lo tradujo al alemán. Wetzler obtuvo información sobre las cámaras de gas y los crematorios del Sonderkommando Filip Müller y sus colegas, que trabajaban allí. Müller confirmó la historia de Vrba en su libro Eyewitness Auschwitz (1979). El informe ofrecía una descripción de los cuatro crematorios del campo.

### Diarios de adolescentes
Los diarios, escritos día a día durante los períodos oscuros, nos permiten comprender mejor el estado de ánimo de las víctimas y comprender parte de su experiencia desde el interior. El más conocido de estos diarios es el de Ana Frank, encontrado por unos amigos holandeses tras la deportación de la familia Frank. Con un gran dominio de la escritura para una adolescente, refleja sus emociones y sus aspiraciones frente a las dificultades, diciendo: "Sin embargo, me aferro a ella, a pesar de todo, porque sigo creyendo en la bondad innata del hombre. Me es absolutamente imposible construir todo sobre una base de muerte, miseria y confusión." 
También hay otros diarios de muchachas jóvenes con, o no, la misma fuerza y la misma calidad de escritura, pero que son mucho menos famosos. Ana Novac fue deportada a los catorce años a Auschwitz donde logró llevar un diario. Es el único diario que ha salido de un campo de exterminio. La autora describe la continua proximidad de la muerte. Demuestra una gran lucidez para narrar sobre las miserias del hombre, sobre el absurdo de la guerra, sobre la intangibilidad de la frontera entre verdugos y víctimas.
También está el diario de Macha Rolnikaite que tenía la misma edad que Ana Frank cuando fue enviada junto con su familia el gueto de Vilna y escribió un diario que aprendió de memoria para escapar de la vigilancia de los verdugos, transcribiéndolo luego de ser liberada. Además de su talento como narradora, tiene la capacidad de ponerse en el lugar de los demás y dar voz a su sufrimiento.

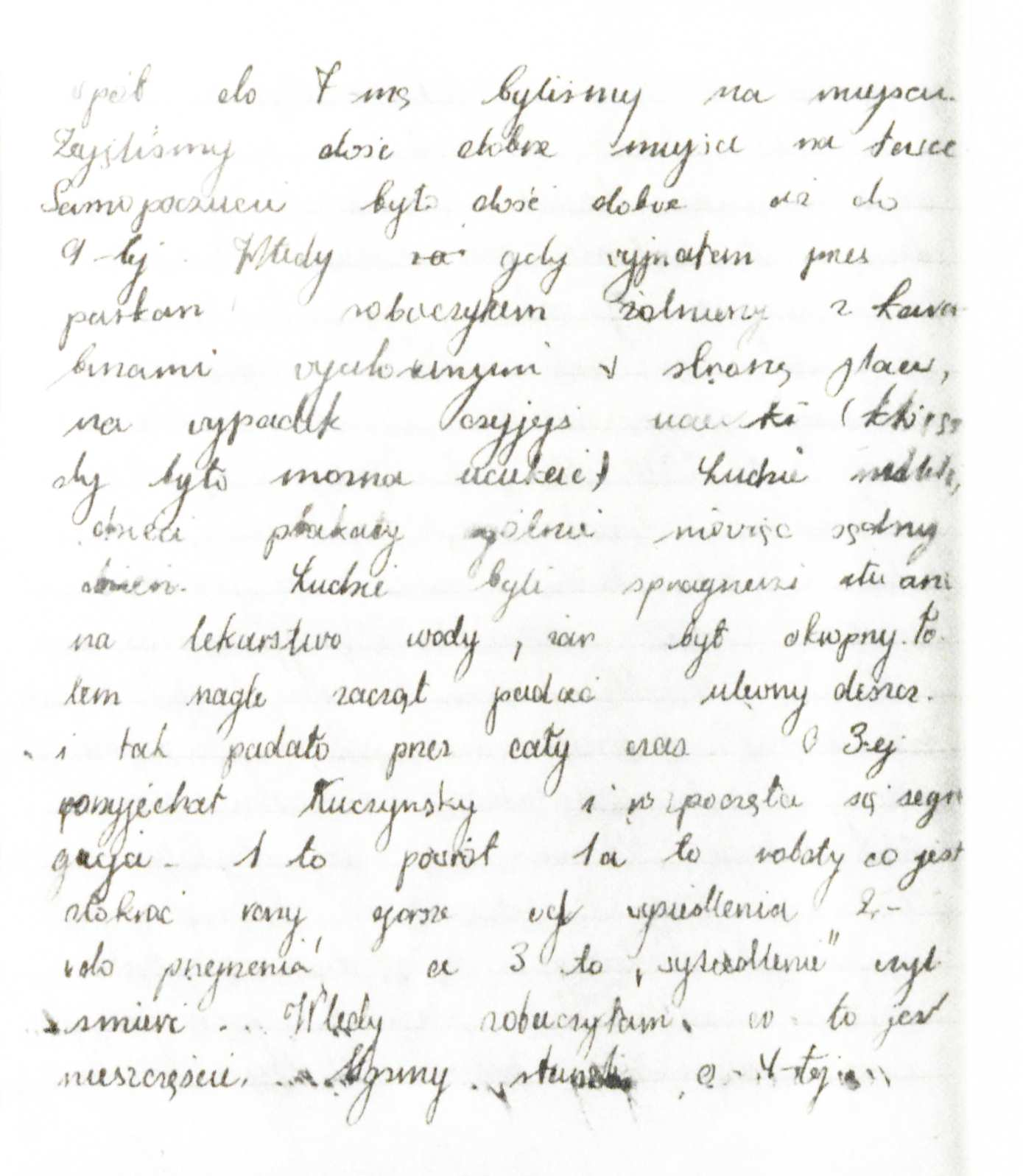
Página del diario de Rutka Laskier del 6 de febrero de 1943 1 = regreso al gueto; 1a = trabajo forzoso; 2 = examen; 3 = reasentamiento

Rutka Laskier, apodada la "Ana Frank polaca evoca la guetización y luego la deportación de la comunidad judía de Będzin a Auschwitz, donde fue gaseada con su hermano y su madre, tan pronto como llegaron.
También está el diario húngaro de Éva Heyman, fallecida en Auschwitz a los 13 años, apodada la Ana Frank de Transilvania, la Ana Frank de Oradea o la Ana Frank de Nagyvárad.
También hay que mencionar los diarios de Mary Berg del gueto de Varsovia, así como el de Hélène Berr en París.
Se han encontrado muchos testimonios en sótanos, desvanes, chimeneas, mamparas dobles. No todos están publicados. Es el caso del diario de Elsa Binder conservado en el Instituto Histórico Judío de Varsovia. En su diario, la joven de 18 años recuerda la masacre de los judíos de Stanislawow en Galicia perpetrada por los Einsatzgruppen el 12 de octubre de 1941, como parte de las operaciones móviles de matanza que acompañaron a la Operación Barbarroja. Cuando habla de su amigo asesinado Tamarczyk, simplemente escribe : " Espero que la muerte le haya ido bien [....[28]. "

### Crónicas y diarios

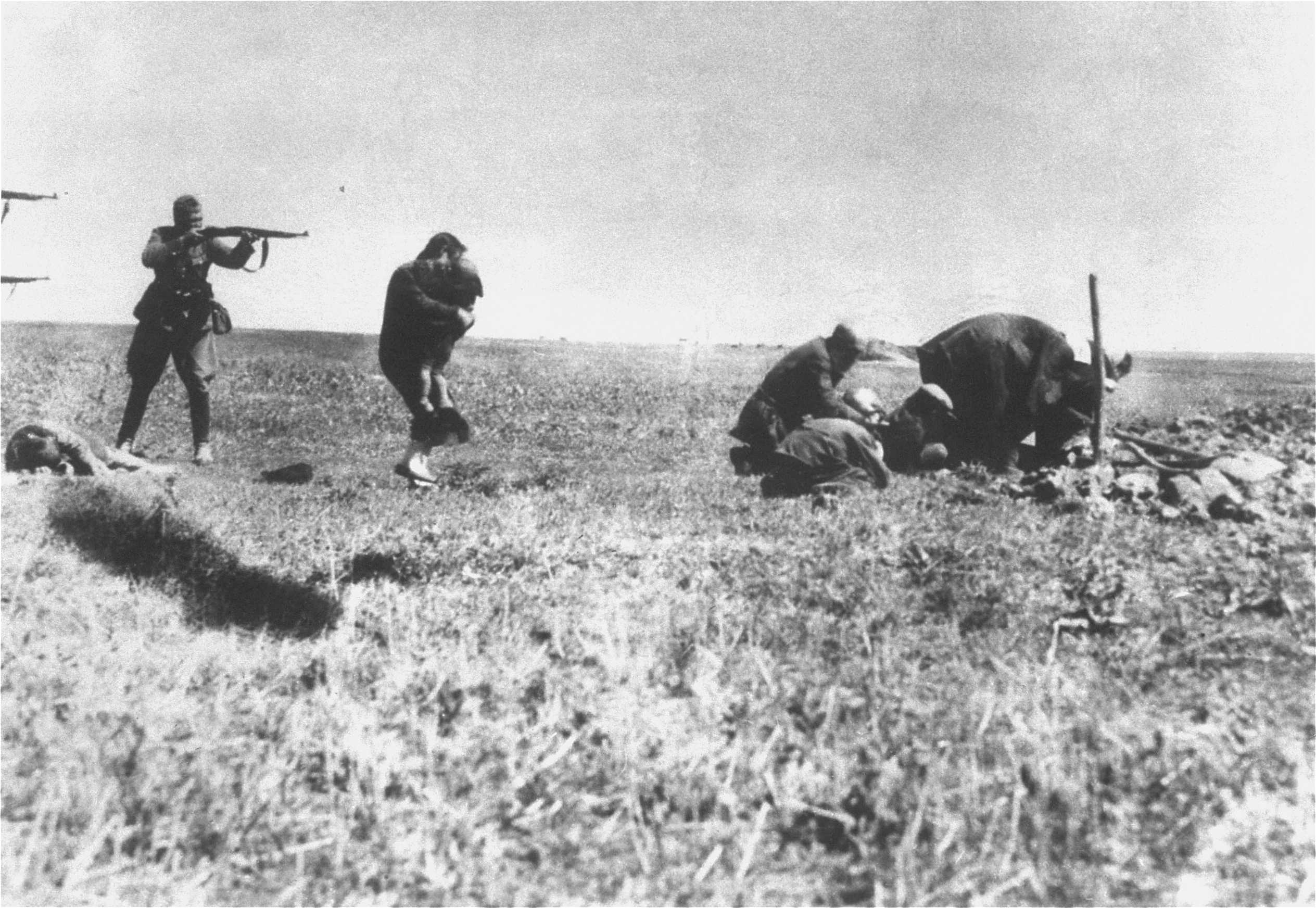
Unidades móviles de matanza (Einsatzgruppen) en la URSS

Otros diarios fueron escritos durante este período como el de Leyb Rokhman del gueto de Minsk. El diario comienza el 17 de febrero de 1943. Leyb Rokhman describe la resistencia allí, primero autónoma judía, luego conjunta con rusos y polacos y luego el exterminio de los judíos. Avraham Tory, un abogado capacitado, fue secretario del Judenrat del gueto de Kaunas, como tal tenía acceso a los decretos impuestos por los nazis, a las reuniones secretas o no del Judenrat, que registró sin el conocimiento de los demás miembros en su diario: "Escribía a todas horas, en las primeras horas de la mañana, en mi cama por la noche, entre reuniones del Judenrat. Durante las reuniones, a veces escribía la agenda, las citas, los resúmenes, las fechas, los nombres de los lugares y las personas en hojas de papel o en un cuaderno por miedo a olvidar". Tory logró escapar del gueto de Kaunas en 1944 después de ocultar su diario. Más tarde explicó: "Escondí en una caja lo que había escrito con miedo y ansiedad porque podría servir como prueba, corpus delicti, testimonio condenatorio cuando llegara el día del juicio." 
En Varsovia, el presidente del Judenrat Adam Czerniaków también escribió un diario, así como el pedagogo Janusz Korczak, y otras personas sobre las cuales no hay informaciones, entre ellas Chaim Kaplan y Abraham Lewin. Shloyme Frank brindó testimonio del gueto de Lodz. El bibliotecario Hermann Kruk asumió en Vilna la dirección de las Brigadas de papeles y se esforzó por salvar de los alemanes todos los bienes culturales que pudo.
Muchas de las notas tomadas por las víctimas fueron enterradas y luego desenterradas por los sobrevivientes, a menudo son fragmentarias, incompletas y parcialmente ilegibles. Algunas toman la forma de invocaciones, quejas o gritos de alarma y angustia.
El diario de Victor Klemperer  es una obra particular y de primer orden. Viviendo en Alemania, un judío alemán converso, escapó de la deportación porque estaba casado con una no judía. Mantuvo un diario día a día de su vida en Dresde. Expulsado de la universidad por ser judío, Klemperer escribe su diario todas las mañanas. Registró todo lo que observó y escuchó el día anterior: "Yo me decía: escuchas con tus oídos y escuchas lo que sucede a diario, solo a diario, lo ordinario y lo promedio, lo antiheroico aburrido [... ] " 

### Archivos del gueto

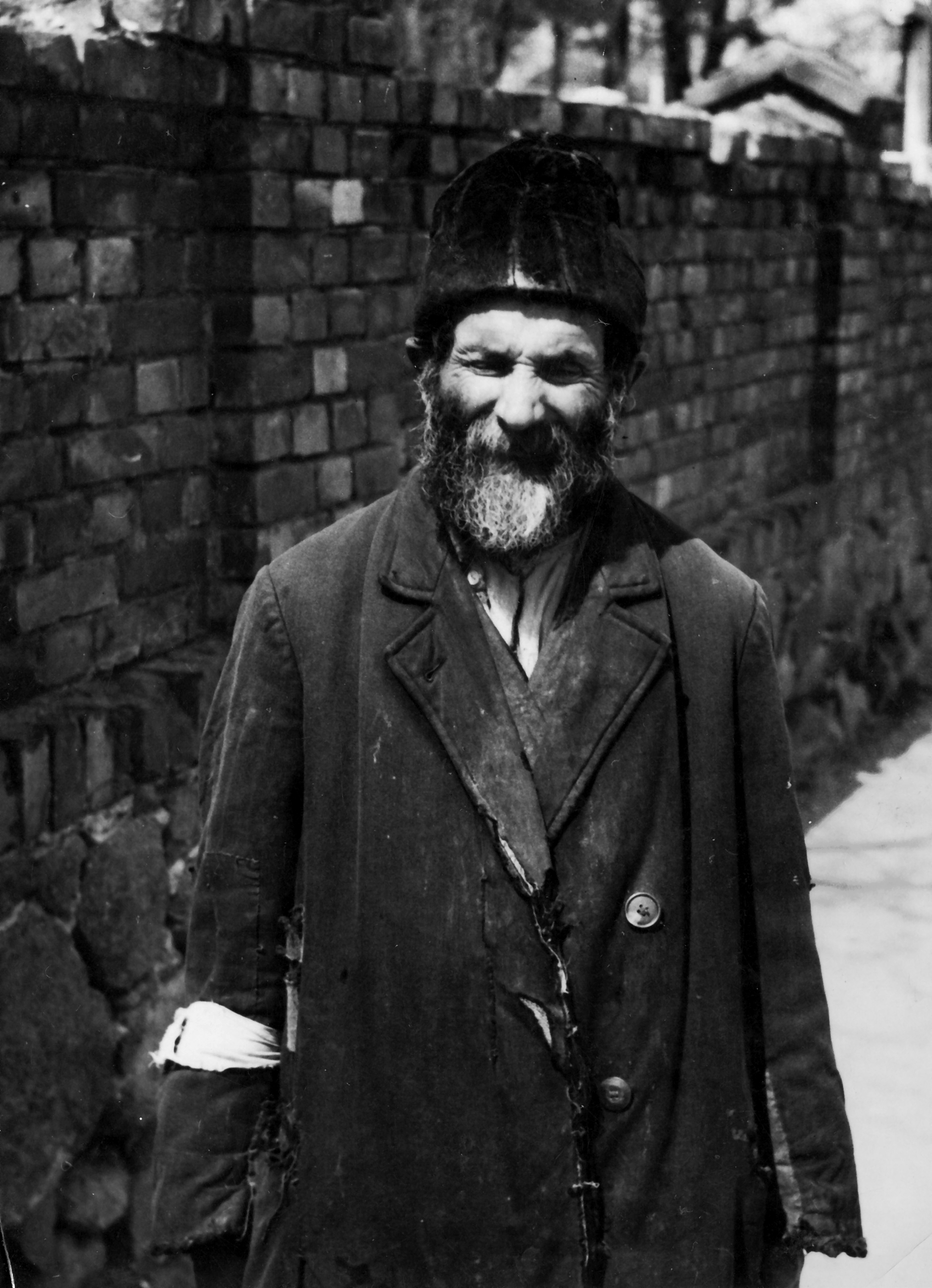
Viejo judío en el gueto de Varsovia

El historiador Emanuel Ringelblum, el fundador de Oyneg Shabbos, recopiló todos los documentos que pudo encontrar sobre el gueto de Varsovia. El objetivo era desarrollar un estudio exhaustivo de la vida y la historia de los judíos bajo la ocupación nazi.
Rescatados de las ruinas del gueto, forman un conjunto de 25.000 páginas denominado Archivos Ringelblum (en polaco: Konspiracyjne Archiwum Getta Warszawskiego. Archiwum Emanuela Ringelbluma), cuyas  6.000 partes se conservan en el Instituto Histórico Judío de Varsovia. El grupo de Ringelblum hizo un verdadero trabajo de archivo al recopilar documentos oficiales (anuncios de las autoridades de ocupación, formularios, cartillas de racionamiento) y documentos personales (documentos de identidad, tarjetas de vivienda o certificados de empleo), así como todos los documentos relacionados con acciones comerciales o culturales. Por otro lado, el grupo realizó encuestas y anotó testimonios sobre la situación de diferentes grupos profesionales y diferentes grupos de edad. También hay escritos literarios: poemas, prosa, obras de teatro.
Estos archivos fueron enterrados antes de la destrucción del gueto y desenterrados después de la guerra. Casi todos los autores de los documentos del Archivo Ringelblum murieron, ya sea en el gueto o en los campos de exterminio. 
Cabe mencionar también las Crónicas cotidianas del gueto de Lodz, una minuciosa narración de unas 6.000 péginas escrita por miembros del Departamento de Archivos en la clandestinidad, que relata la vida cotidiana en el gueto. La crónica fue escrita entre el 12 de enero de 1941 y el 31 de julio de 1944 por unas 15 personas, la mayoría de los cuales trabajaban como científicos, escritores o periodistas antes de la guerra. Aunque la crónica fue creada en secreto, fue encargada por el Judenältesten (judío más viejo) Mordechai Chaim Rumkowski.
Según Saul Friedländer, estos diarios no han sido suficientemente analizados por los historiadores. Para él, "La función disruptiva es fundamental para la descripción histórica del exterminio masivo [...] y puede socavar nuestras nociones previamente cómodas de eventos históricos extremos. " No obstante, los testigos buscan transcribir lo más fielmente posible lo que vivieron.

## Memoria de los sobrevivientes
Las voces de los sobrevivientes hacen eco de las de los desaparecidos. Ellas buscan traducir para los vivos el sufrimiento y el absurdo total del mundo de los campos, el hambre, la muerte constante y la dificultad de sobrevivir. Jean Cayrol se unió a la Resistencia francesa durante la Segunda Guerra Mundial. Detenido en 1942, tras ser denunciado, fue deportado al campo de concentración de Mauthausen-Gusen. Acuñó el término literatura lazariana (littérature lazaréenne) para calificar este nuevo género literario. Roger Gouffault, deportado a Mauthausen lo expresa así: “Queda la escritura. La escritura es un rastro, mientras que las palabras vuelan. El libro, que es una escritura larga, te permite tomarte tu tiempo. Demostrar la progresión, la evolución de las cosas. Y por lo tanto entenderlos ".
El 13 de mayo de 1944, Nadine Heftler fue arrestada con sus padres en Lyon por la Gestapo. Identificada como judía, la familia fue encarcelada en la prisión de Montluc antes de ser trasladada a Drancy el 20 de mayo de 1944. La familia fue deportada el 30 de mayo de 1944 a Auschwitz-Birkenau por el convoy 75. Nadine Heftler tenía 15 años. La separaron de su padre en la rampa de Birkenau. Nunca lo volvió a ver. Nadine escribió un testimonio, publicado en 1992 por Editions de la Découverte, bajo el título Si tu t'en sors... Auschwitz 1944-1945. Explica: "Sólo me contenté con volver a los hechos, desde que la Gestapo llamó a mi puerta hasta el final de la guerra. " 
La dureza del testimonio de los primeros escritos contrasta con la mayor moderación de los escritores de los años setenta.

### Historias de posguerra
En el mundo yidis, escribieron centenares de sobrevivientes.
Mordechai Strigler, en su libro publicado en yidis en 1947, relata su experiencia en el campo de trabajo y exterminio de Majdanek, donde estuvo detenido durante varias semanas antes de ser enviado a otro campo. El autor no se conformó con un simple relato fáctico de la vida y el sufrimiento de los deportados, también reflexionó profundamente sobre la psicología y las reacciones tanto de las víctimas como de los verdugos ante situaciones excepcionales.
También se debe mencionar a Avrom Sutzkever, sobreviviente del gueto de Vilnius, al actor de teatro Jonas Turkow, miembro de Oneg Shabbat para quien escribió un ensayo sobre el teatro en el gueto de Varsovia o a Elie Wiesel. Este último escribió primero su testimonio en yidis, que apareció en 1955 bajo el título de... Un di Velt Hot Geshvign (“Y el mundo estaba en silencio“), antes de reeditarlo en francés bajo el título de La Nuit , considerado desde entonces como uno de los pilares de la literatura sobre el Holocausto.

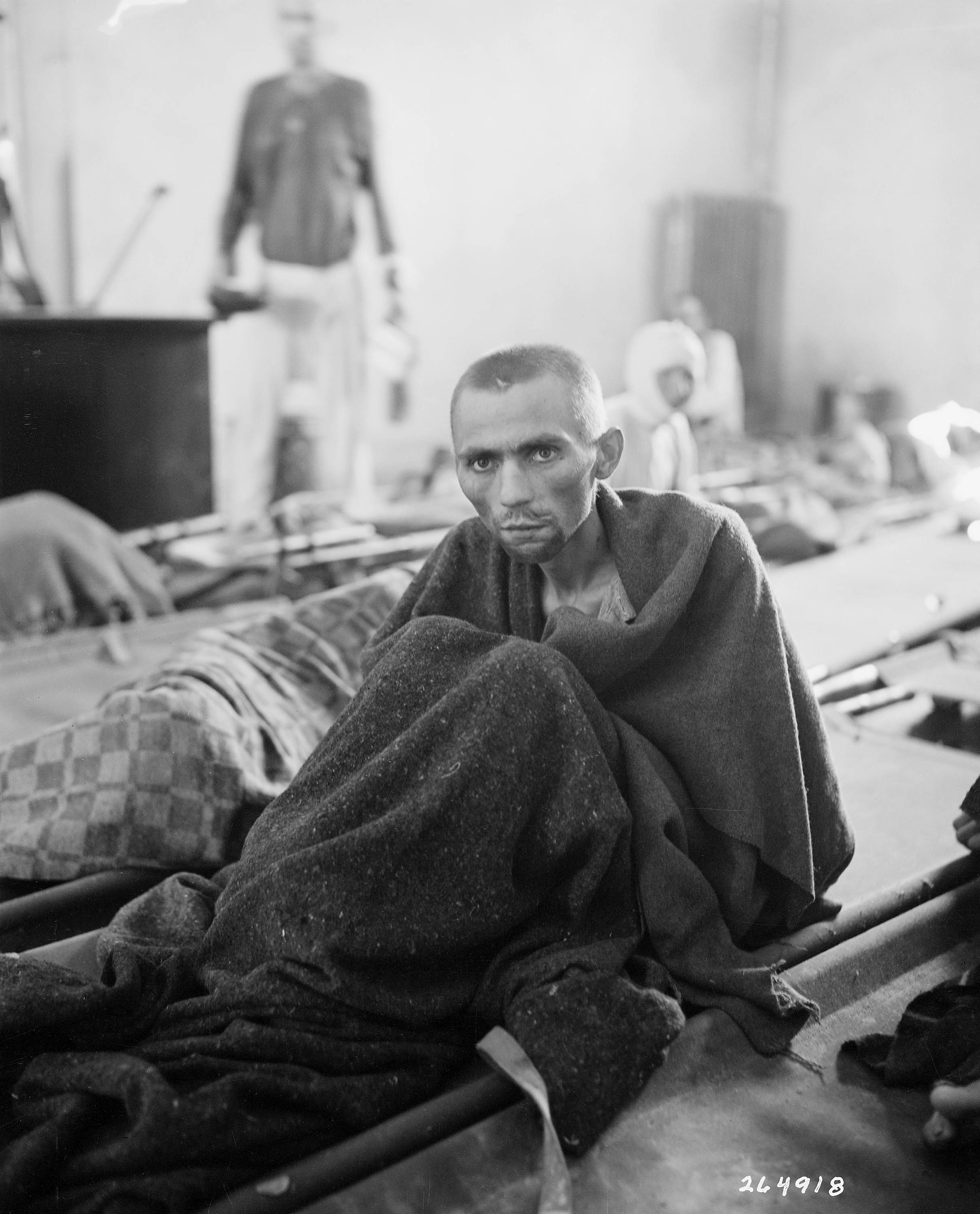
Sobreviviente de un campo de concentración

También hay muchos testimonios que no fueron escritos en yidis, como por ejemplo el de Pelagia Lewinska,  quien relata los abusos de las SS y sus ejecutores destacando los sucesivos lotes de personas que debían desaparecer. Ella narró que los más débiles debían ser eliminados lo más rápido posible, resaltando las "llamadas escenas deportivas asesinas impuestas a quienes se tambaleaban."  Se encuentran las mismas consideraciones sobre el sadismo de los verdugos en la historia de Moshe Garbarz, quien describió la costumbre de las SS consistente en matar sistemáticamente a todo aquel que no se levantaba durante una paliza. Las historias de los deportados repiten indefinidamente la escena de la llegada al campo de concentración, la carrera para salir del tren, la espera interminable, de pie, bajo la nieve o bajo el sol, el pase de lista en el patio del campo en medio de los aturdidos prisioneros, el abandono del equipaje, la pérdida de objetos personales, el desnudez, el afeitado de pies a cabeza, la desinfección, la ducha, el reparto de ropa y chanclos, el frío de los largos inviernos... El énfasis está en la deshumanización que sufren los prisioneros, reducidos al rango de bestias de carga hambrientas y demacradas, inicuamente ocupadas en sobrevivir el mayor tiempo posible.
Los testimonios fueron muy numerosos en la inmediata posguerra y en los años 1970-2000. Después de la guerra, los sobrevivientes pensaron que tenían el deber imperativo de exponer lo inaudito a la faz del mundo. Primo Levi y Robert Antelme, un deportado político, son los dos autores más conocidos. La precisión de su testimonio alcanza una gran profundidad filosófica como muestra este extracto:

Nous sommes complètement épuisés, incapables même de courir […] La colonne marche dans l’ordre, puis le Blockführer SS qui se trouvait en tête descend vers le milieu de la colonne. Il s’arrête sur le bord de la route, les jambes écartées, et regarde la colonne passer. Il observe. Il cherche. « Du, komm hier ! » C’est un autre Italien qui sort. Sa figure est devenue rose. J’ai encore ce rose dans les yeux. Personne ne le tient au corps […] il attend Fritz, il va se donner à Fritz. La « pêche » continue […] On croirait qu’on est de connivence avec eux […] On a vu la mort sur l'Italien. Il est devenu rose après que le SS lui a dit « Du, komm hier ! » Le SS qui cherchait un homme, n’importe lequel, pour faire mourir, l’avait « trouvé », lui […] On ne parle pas. Chacun essaie d’être prêt. Chacun a peur pour soi […] Prêt à mourir, je crois qu’on l’est, prêt à être désigné au hasard pour mourir, non. Si ça vient sur moi, je serai surpris et ma figure deviendra rose comme celle de l’Italien.
Estamos completamente agotados, sin poder ni siquiera correr […] La columna marcha en orden, luego el “Blockführer SS” que estaba al frente va hacia el medio de la columna. Se detiene a un lado del camino, con las piernas separadas, y mira pasar la columna. Él observa. Él busca. “¡Du, komm hier!” Sale otro italiano. Su cara se puso rosa. Todavía tengo ese rosa en mis ojos. Nadie lo sujeta al cuerpo […] está esperando a Fritz, se va a entregar a Fritz. La “pesca” continúa […] Usted pensaría que estamos en connivencia con ellos […] Vimos la muerte del italiano. Se sonrojó después de que las SS le dijeran “¡Du, komm hier!”. Las SS que buscaban a un hombre, cualquiera, para matar, lo habían “encontrado” […] Todos tratan de estar listos. Todos tienen miedo por sí mismos […] Listos para morir, creo que lo estamos, listos para ser elegidos al azar para morir, no. Si se me ocurre, me sorprenderé y se me pondrá la cara rosada como la del italiano

Los dos hombres sintieron cruelmente la dificultad de ser escuchados y creyeron en sus esfuerzos por reconstruir la realidad y establecer para la historia la materialidad de los hechos. La Francia de la posguerra inmediata era un país traumatizado por la derrota y la ocupación. Ella quería pasar la página. Italia, asimismo,  estaba sanando las heridas de años de fascismo. Como resultado, los primeros testimonios debieron luchar por encontrar un editor y lectores. La primera edición de Si es un hombre, de Primo Levi (reeditada en Pocket), no superó 2500 exemplaires, en 1947. Sobre la dificultad de hacerse entender David Rousset escribe: "Los hombres normales no saben que todo es posible. Incluso si los testimonios obligan a su inteligencia a admitir, los músculos no siguen. [...] La muerte habitó entre los prisioneros de los campos de concentración cada hora de su existencia. Ella les mostró todas sus caras. Tocaron todos sus despojos [...] Caminaron durante años en el escenario fantástico de todas las dignidades arruinadas. Están separados de los demás por una experiencia imposible de transmitir." 
Las obras de los testigos tienen todas en común una economía de medios al servicio de la escritura realista. Estos escritos están influenciados por los cambios en la literatura del siglo XX. La escritura de David Rousset recuerda la de la novela estadounidense objetiva. Muchos textos fueron reescritos entre la primera edición y la primera reedición. Es el caso de Si fuera un hombre de Primo Levi. Entre la versión escrita en 1946 y publicada en 1947, y la segunda, la estándar, escrita entre 1955 y 1956 pero publicada en 1958, existen notables diferencias. Además, un retorno a la racionalidad caracteriza esta literatura.

### Últimos testigos
A partir de la década de 1970, conscientes de la inminencia de su muerte y de la necesidad de transmitir, hablaron los últimos testigos presenciales.
Marek Edelman, uno de los jefes del Levantamiento del gueto de Varsovia, que siempre había guardado silencio y se negaba a cualquier participación oficial en las conmemoraciones, brindó sus recuerdos en 1977 en una entrevista con Hanna Krall. Antek Itzhak Zukerman, miembro del movimiento de resistencia judía del Gueto de Varsovia Ha'Chalutz espera hasta los últimos años de su vida para dictar sus memorias del levantamiento del gueto de Varsovia. Abba Kovner, un luchador del gueto de Vilna, escribió los suyos.
El escritor Joseph Bialot esperó casi 60 años antes de entregar el testimonio de su experiencia en el campo de concentración de Auschwitz en Es en invierno cuando los días se alargan. También relata la liberación del campo y lo que siguió para él, sobreviviente: su viaje de 4 meses para lograr encontrar Paris y su familia, en otras palabras: la vida.
Entre los testimonios más terribles está el de Filip Müller, uno de los escasos supervivientes de los Sonderkommandos de Auschwitz. Describe su siniestra tarea: sacar los cuerpos de las cámaras de gas, verificar la presencia de oro (dental incluido) y cualquier objeto de valor que sería entregado a las SS, cortar el cabello de las mujeres y luego incinerar los cuerpos. Las memorias de Müller  "Tratamiento especial. Tres años en los crematorios y cámaras de gas de Auschwitz” fueron publicadas a principios de julio de 1979 por la editorial muniquesa Steinhausen. Müller había trabajado 15 años en su obra y otros siete años de forma intensiva en la versión alemana, 34 años después de su liberación. En abril de 1980 fue finalmente publicada por la editorial Bertelsmann con una tirada total de unos 100.000 ejemplares, y comercializado como "documento único" y como "testimonio del único hombre que vio morir al pueblo judío y sobrevivió para informar de lo que vio".  En 1979 aparecieron una edición británica y una estadounidense.
Es más fácil para estos últimos testigos comunicar su experiencia. Los tiempos han cambiado. Escuchar y comprender son más importantes.
Solo Ruth Klüger trastorna el consenso sobre el deber de testificar. En su libro Refus de testimonial, publicado en 1992, esta especialista en literatura alemana busca desmentir lo que ella llama ideas recibidas. Para ella, la memoria, para que exista, requiere un vínculo. Pero es difícil de establecer porque hay "una brecha enorme". También es difícil e incluso absurdo describir los campamentos con palabras "el lenguaje humano fue inventado para otra cosa". Sus recuerdos evocan muy poco a los nazis y los campos de concentración.
En el mercado del libro de los años 2000, la publicación de nuevos testimonios plantea un problema: muchos no tienen las cualidades literarias que hacen un buen libro; el número de ventas es muy limitado, rara vez más de 1000 exemplaires. De hecho, la publicación de este tipo de obras se asemeja a un acto militante y choca con la convicción de que "el Holocausto no es sólo asunto de los judíos y las federaciones de deportados". Además, aunque posee la legitimidad del sufrimiento vivido, el relato del deportado sigue siendo a menudo, a los ojos de los historiadores, la expresión individual de una desgracia colectiva. Por lo tanto, es susceptible a distorsiones. El historiador Raul Hilberg dice al respecto: "Aunque utilicé muy poco los testimonios, me hicieron cometer errores".

## Pensando en el Holocausto

### El Holocausto: ¿un hecho único en la historia?
El genocidio de los judíos tuvo consecuencias en el campo del pensamiento filosófico. Así, Adorno se hizo la pregunta : "¿Cómo pensar después de Auschwitz ? " Para él, el pensamiento occidental del Renacimiento y la Ilustración se ha vuelto obsoleto. De hecho, la filosofía occidental ha mantenido relaciones distintas de las episódicas con las estructuras totalitarias que dieron lugar a Auschwitz. Aimé Césaire sostiene, por su parte, que el pensamiento que Adorno revoca ante la barbarie nazi que golpea a los europeos blancos en Europa es el mismo que filosofó calladamente durante siglos, sin preocuparse por la barbarie europea que hacía estragos en otros países donde pensaba que sólo había hordas salvajes sin fe ni ley y sobre todo sin derechos. Así, la cuestión de la singularidad del Holocausto se plantea de manera radical. Alan S. Rosenbaum retoma los argumentos a favor de la singularidad del Holocausto: la intención deliberada de un estado moderno de exterminar a un pueblo; la instrumentalización para este fin de un antisemitismo que había existido durante siglos; la movilización de todo un aparato social y administrativo; el inmenso esfuerzo por reunir a todos los judíos en los países ocupados y someterlos a un proceso de esclavización y eliminación. Christian Delacampagne cree que la empresa genocida obedece a cuatro criterios deseo de destruir físicamente a un grupo como tal por razones de orden nacional, étnico, racial o religioso, utilizar, para estos fines, los recursos de la burocracia y la tecnología, de los medios de acción "colectivo y moderno". En este sentido, el genocidio armenio, el Holocausto y el genocidio de Ruanda son de la misma naturaleza.

### El Holocausto y la cuestión humana

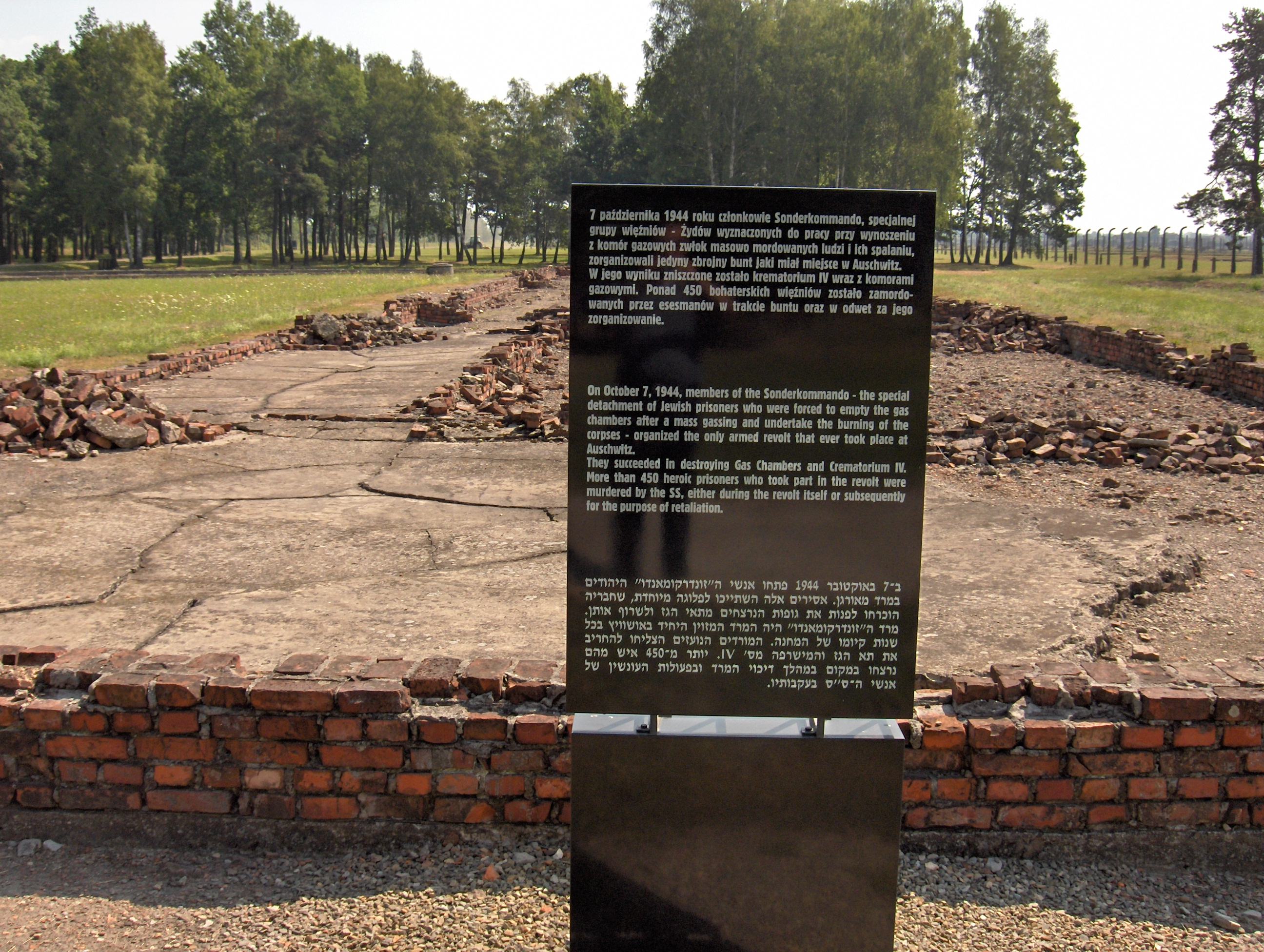
Ruina del crematorio IV

El Holocausto fue tal negación del hombre en sus fundamentos sociales, morales y filosóficos que lleva a los testigos a considerar la cuestión humana. De hecho, Primo Levi y Robert Antelme se preguntaron en 1947 para saber "qué es un hombre y "qué  es la especie humana". Bruno Bettelheim fue deportado a Dachau en 1938 y luego a Buchenwald antes de poder emigrar a Estados Unidos en 1939. Dedica varios libros a lo que llama el análisis de "experiencia extrema", los efectos del terror, la humillación y la degradación psicológica y moral que provocan en las víctimas. Hannah Arendt despoja al exterminio de toda dimensión mística o teofánica en su célebre tesis sobre la banalidad del mal. Ella analiza a los nazis como sirvientes del crimen, simples engranajes en una enorme maquinaria administrativa que se ha vuelto loca e inhumana.
Las preguntas sobre la naturaleza de la especie humana nacida después de Auschwitz continúan cuestionando a filósofos e intelectuales. Para Giorgio Agamben, filósofo italiano nacido en 1942, Auschwitz es " u nlugar donde el estado de excepción coincide perfectamente con la regla, donde la situación límite se convierte en el paradigma mismo de la vida cotidiana ".  Para él, ni las normas de derecho, ni la moral, ni las referencias culturales o filosóficas pueden explicar la realidad, mientras que el Muselmann o el responsable en el campo de la gestión de las cámaras de gas y del crematorio ya no pueden. Los filósofos cuestionan el vínculo entre lo humano y lo inhumano.
Los psicoanalistas también se han ocupado del Holocausto a través de las nociones de elaboración, el trabajo del duelo y la resiliencia. Entre las numerosas obras dedicadas a este tema, se pueden mencionar L'Absence de Pierre Fédida y Ce Temps qui ne passe pas de Jean-Bertrand Pontalis.

### Dios y el Holocausto
El Holocausto ha hecho que muchos judíos cuestionen el silencio de Dios. De hecho, para muchos de ellos, en la hora de la prueba, el silencio de Dios es un escándalo. Esta pregunta es muy importante dentro del propio judaísmo y para cualquier judío creyente, ya que la fe judía se basa precisamente en la presencia de Dios en la Historia.
Una de las respuestas es la del psiquiatra judío Henri Baruk: el Holocausto puede ser concebido como una teofanía, es decir una manifestación divina, pero negativa. Sería la aplicación de las amenazas de Dios a Moisés en caso de incumplimiento del Pacto. Según Baruk, Marx y Freud, estos dos disidentes del judaísmo a quienes la Biblia se refiere como "los falsos profetas" son los grandes responsables de esta ruptura de la Alianza que supone una amenaza contra la existencia misma del pueblo judío. Por lo tanto, el Holocausto se interpreta como un castigo. Otros "profetizaron" este castigo durante la reforma del judaísmo emprendida por Abraham Geiger. Esta noción de castigo también es adoptada por Zalman M. Schachter, aunque está dirigida a todos los judíos que no condenaron a Alemania. Los judíos seculares de la generación más joven responden a esto que "si hubiera un Dios, habría salvado al menos al observador, al fiel, al orante."  Para ellos, así como para sus mayores, el Holocausto es simplemente una prueba más que invalida la existencia de Dios. En una línea similar, aunque en una perspectiva más religiosa, André Néher habla del Holocausto como un "fracaso de Dios." 
Sin embargo, estos dos tipos de respuestas son inadmisibles para Emil Fackenheim, rabino progresista, heredero del pensamiento de Franz Rosenzweig y Martin Buber, y tributario de los interrogatorios de Elie Wiesel. Para este último, nacido en el seno de una familia judía ortodoxa, criado en el mundo de los jasidim, y acunado en la cábala, el "Dios de su infancia, El que siempre salva a sus hijos in extremis está muerto. Sin embargo, este no es el caso con Dios mismo.: La ira de Wiesel se eleva dentro de la fe, y " las preguntas que alguna vez me hice sobre el silencio de Dios, siguen abiertas [...] Sostengo que la muerte de seis millones de seres humanos plantea una pregunta a la que nunca se le dará respuesta. Fackenheim afirma que solo la tradición judía puede y debe responder a la pregunta: a pesar del mal, ¿Dios está presente en la historia? Para él, los judíos son “Testigos de Dios y de los hombres, aunque nosotros (los judíos) seamos abandonados por Dios y por los hombres”.
Estas reflexiones son fruto de una larga maduración. En 1938, Emil Fackenheim, encarcelado con otros judíos, fue desafiado por uno de ellos: “Estudiaste teología judía, ¿no es así, Fackenheim? Así que sabes mucho más que todos los que estamos aquí. Así que les pregunto qué podría decirnos el judaísmo hoy.” Fackenheim se prometió a sí mismo que algún día podría responder a esta pregunta. Después de Auschwitz, piensa que para no dar póstumamente la victoria a Hitler, está prohibido que el judío se desespere del hombre y de su mundo. y escape al cinismo o al desapego-  Si podemos hablar, con Martin Buber, del eclipse de Dios, no hay necesidad de detenerse en la muerte de Dios, porque esta imagen de Dios está muy alejada de la representación que el judaísmo tiene de él.
El filósofo alemán Hans Jonas ofrece una respuesta muy diferente en El concepto de Dios después de Auschwitz. Para él, una certeza emerge del desastre: si la existencia de Dios no debe cuestionarse después de Auschwitz, el concepto de omnipotencia divina debe, por otro lado, ser abandonado. Los hombres deben aceptar a un Dios débil en el devenir y en el sufrimiento, un Dios que " se despojó de su divinidad", la única hipótesis alternativa aceptable a la de un Dios todopoderoso, que por lo tanto quiso o permitió el exterminio de los judíos.

### Testimonio y lo dicho

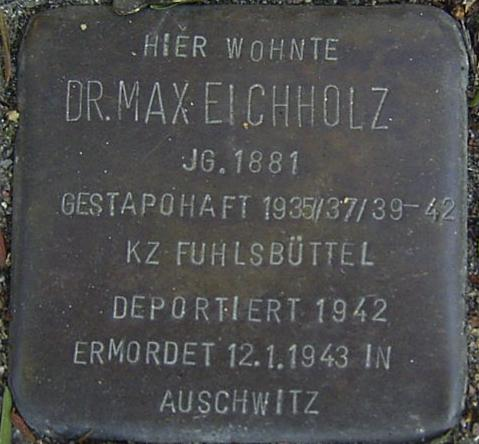
Stolperstein en Hamburgo

El ensayo, una forma híbrida entre documento histórico, relato biográfico y reflexión filosófica, se ha convertido en una de las principales formas de escribir sobre el Holocausto. Es un género autónomo que se puede encontrar en la novela e incluso en la poesía. Adorno, al cuestionar la posibilidad de escribir poesía después de Auschwitz, abrió un campo que moviliza gran parte de la reflexión estética contemporánea. Los juicios van en aumento: Maurice Blanchot reflexionando sobre La escritura del desastre. Jacques Derrida dedica varios libros a la cuestión: Escritura y diferencia (1967), Schibboleth (1986), Feu la cendre (1986), Sauf le nom (1993), Khôra (1993), Apories (1996). El filósofo Paul Ricœur ha desarrollado una filosofía de la memoria, definiendo el deber de la memoria como una cierta forma de mandato para recordar hechos horribles, que sólo tiene sentido en relación con "la dificultad sentida por la comunidad nacional, o por partes heridas del cuerpo político, para recordar estos hechos de manera pacífica". Señala que hay un cambio del buen uso al abuso del "deber de la memoria", cuando "el deber de hacer justicia, por el recuerdo, a alguien que no sea uno mismo", a las víctimas con respecto a las cuales tenemos una deuda que pagar, se erige como "Liderazgo de conciencia que se proclama vocero del reclamo de justicia de las víctimas" por una especie de "captura de las palabras mudas de las víctimas".
El cuestionamiento de la posibilidad o imposibilidad del decir recorre, pues, todos los ensayos, todas las reflexiones sobre el Holocausto. ¿Cómo decir la nada? "Efectivamente. ¿Cómo se pueden describir cosas que "no se pueden describir" y para las que "no hay palabras"? Y sin embargo, teníamos que encontrar palabras, porque aparte de las palabras, no había casi nada[...]". Es un músico, Simon Laks, quien lo dice.

## Ficción del Holocausto
Las preguntas que plantea la ficción sobre el Holocausto se pueden resumir en dos frases. La primera de Adorno: “¿Cuál es la legitimidad del arte frente al sufrimiento extremo?. La segunda de Aharon Appelfeld: “Solo el arte tiene el poder de sacar el sufrimiento del abismo." 

### Ficción escrita por sobrevivientes de campamentos y guetos

#### Novelas en yidis

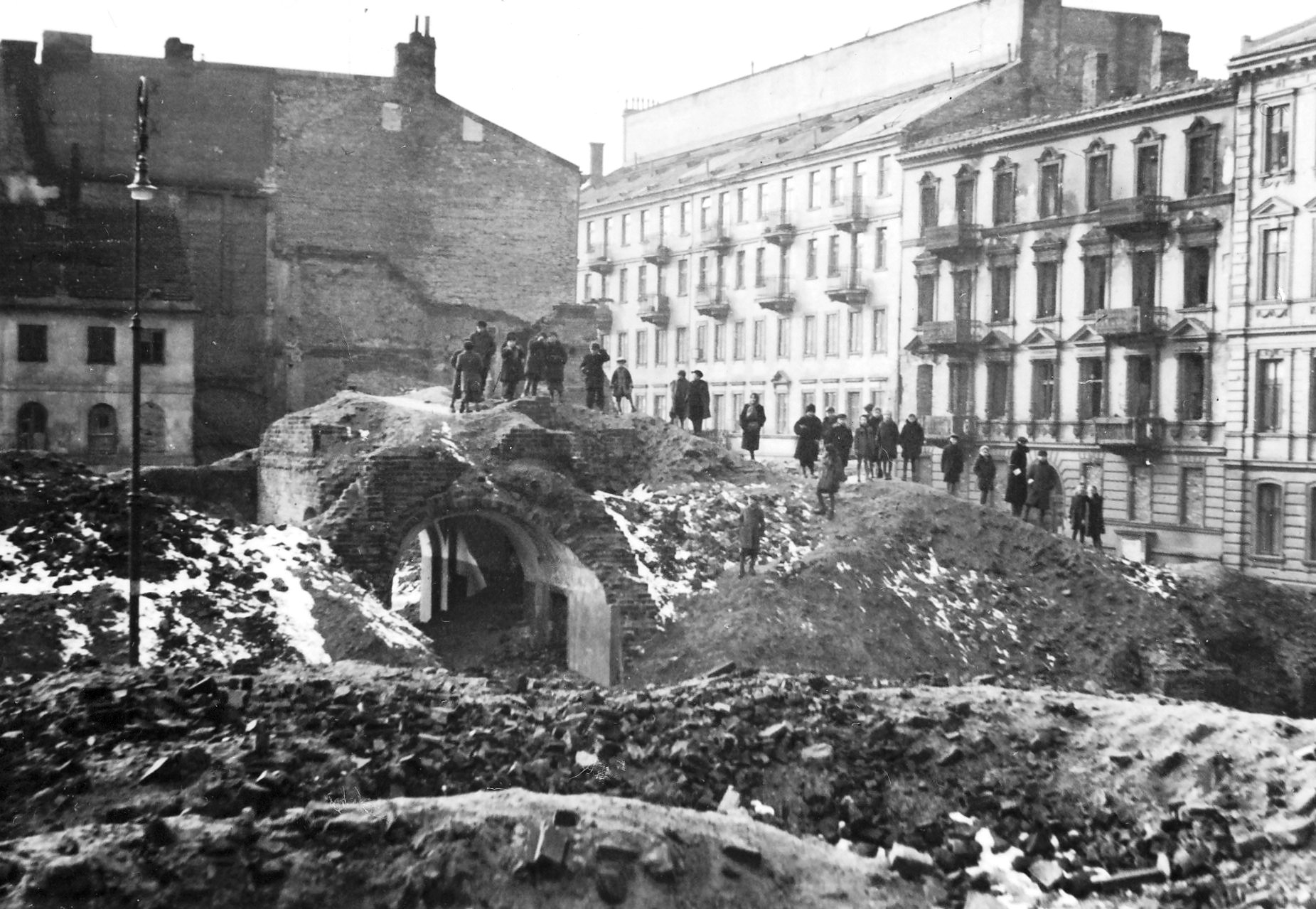
Las ruinas del gueto de Varsovia fotografiadas en 1945

Las primeras novelas están, como los testimonios, dictadas por el deseo de transmitir, de hacer inteligible esta experiencia pero esta vez en una reconstrucción a partir de códigos ficcionales. Las primeras obras fueron escritas en yidis. Java Rosenfarb publica El árbol de la vida (Der boym fun lebn,  דער בוים פֿון לעבן), trilogía iniciada en el gueto de Lodz y completada en 1972. También es autora de poemas escritos en Auschwitz, donde fue internada en 1944. Mordechai Strigler relata de forma ficticia su vida en el campo de trabajos forzados de Skarzysko-Kamienna, donde fue enviado después de pasar siete semanas en Majdanek Luego escribió Fabrique C en 1950 y los dos volúmenes de Destins en 1952. Isaiah Spiegel escribe varias series de cuentos: Lumière d'abîme en 1952, Viento y raíces en 1955 y Las llamas de la tierra en 1966. Yehiel De-Nur usa la forma de novela para narrar sus recuerdos como "Ka-Tzetnik 135633" que significa KZ (Konzentrationslager) 135633, en referencia al número que los nazis le tatuaron en el brazo cuando llegó a Auschwitz Su obra sobre el Holocausto dará nacimiento a un ciclo de seis novelas. En 1946, escribió Salamandra, donde describía el sadismo de los nazis en Auschwitz. La Casa de las Niñas de 1955 cuenta la historia de Daniella, de catorce años al principio de la historia, que acaba yendo a trabajar a "la casa de las niñas". Ka-Tzetnik evoca en esta novela, basándose en el diario escrito por una joven que pereció en los campos de exterminio, un burdel ubicado dentro del campo, una zona llamada cínicamente "División de la alegría" (en inglés, Joy Division), según la terminología nazi. Se describen las atrocidades sufridas por niñas y mujeres jóvenes judías, reclutadas por oficiales nazis en los campos para ser violadas. Rachmil Bryks escribe cuentos en yidis traducidos al inglés bajo el título de A Cat in the Ghetto: Four Novelettes. Narran la muerte lenta en el gueto.

#### Testimonios ficticios en otros idiomas

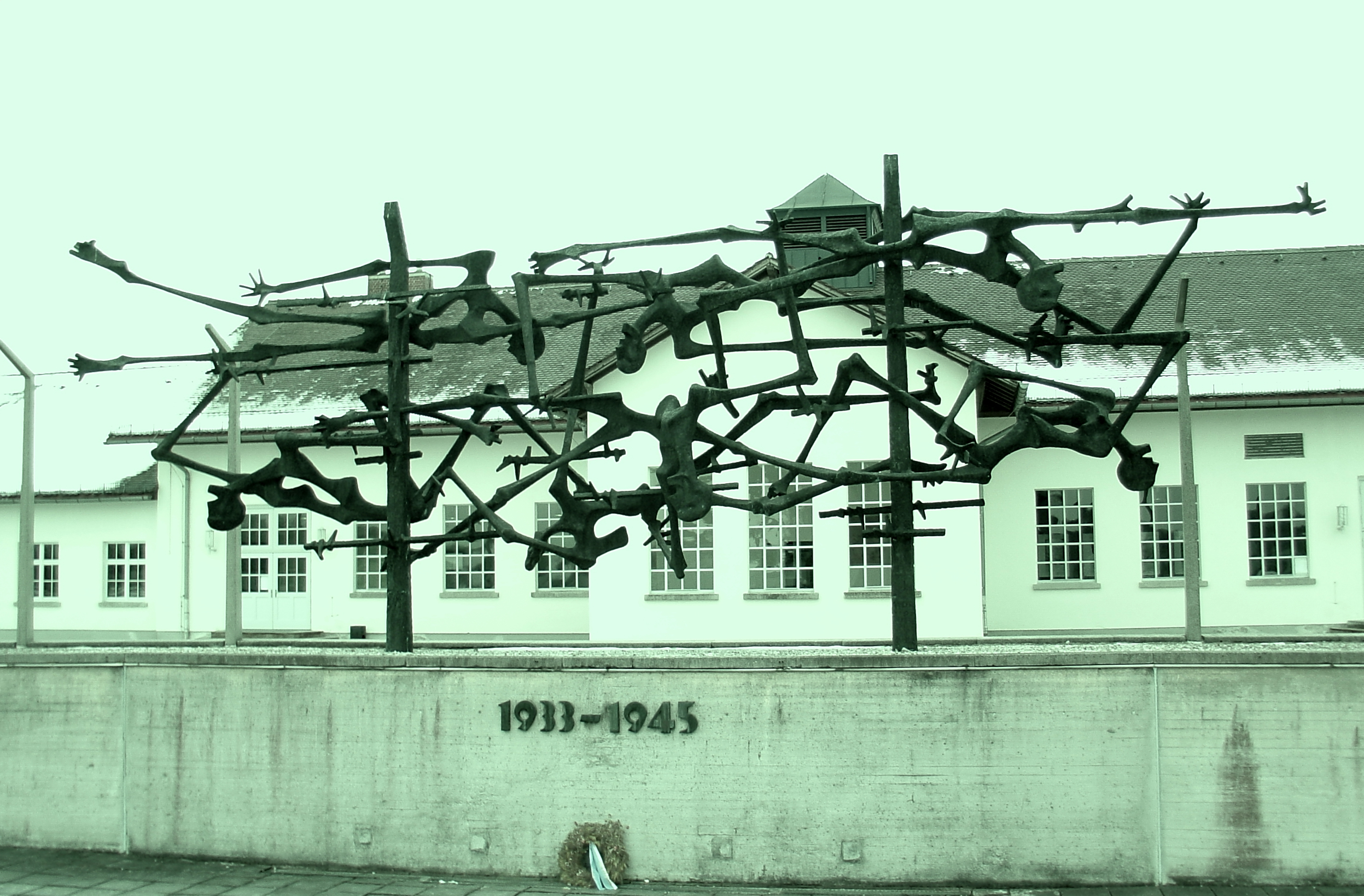
Monumento a todos los que murieron tratando de huir del campamento. Una escultura similar se exhibe en el Yad Vashem Memorial en Jerusalén, Israel.

Numerosas novelas fueron escritas en otros idiomas. El francés David Rousset escribe sobre sus recuerdos como antiguo deportado en Los días de nuestra muerte  y en Le clown ne rit pas. Muestra el horror y la grandeza humana que conviven en los campamentos. En lengua alemana,se puede citar a Lion Feuchtwanger, uno de los líderes de la intelectualidad alemana que luchó contra el nazismo antes de la guerra. Refugiado en Francia y luego en Estados Unidos desde 1940, publicó Le Diable en France  en 1942. Allí relata su internamiento en 1940 en Campo de Les Milles, cerca de Aix-en-Provence; evoca las humillaciones que Francia infligió a los alemanes y austriacos antinazis que, en 1933, habían elegido este país como tierra de asilo. Fred Uhlman, exiliado de Alemania en 1933, escribió Reencuentro.  Anna Seghers con Tránsito (1944) también presenta en forma novelada su historia como refugiada en Francia. En lengua checa, el escritor más emblemático es Jiří Weil. En 1949, publicó varios libros sobre el tema del Holocausto y la exclusión de los judíos del mundo por parte de los nazis: una novela de inspiración autobiográfica Život s hvězdou, un impresionante collage literario, Queja por 77 297 victimes (Žalozpev za 77297 obetí) (1958) y una novela póstuma Mendelssohn está en el tejado  (1960). En el idioma polaco, se deben mencionar dos autores. El primero es Tadeusz Borowski que no es judío. Revive el horror de los campos con una crueldad apenas soportable en una colección de cuentos El adiós a María (Pożegnanie z Marią), o El mundo de piedra. Terminará suicidándose. Adolf Rudnicki, que vivió la guerra fuera del gueto, describe la vida del gueto en su colección de cuentos Golden Windows  Ida Fink, nacida en 1921 en Zbarav pudo escapar del gueto de Lwow en 1942. Ella escribe en polaco solo sobre el Holocausto. En The Drifting Garden, una colección de cuentos, pinta el retrato de la gente corriente que se enfrenta a lo inimaginable. En Le Voyage, relata de forma romántica su dolorosa odisea bajo la identidad de una niña católica para escapar de sus verdugos. En 1945, Joaquim Amat-Piniella escribió en catalán KL Reich, un apasionante relato de sus cinco años de cautiverio en el campo de Mauthausen. No sería hasta 1963 que el libro sería publicado en una versión redactada por los censores de la dictadura franquista. 
La escritura romántica de estos escritores describe a veces situaciones con hiperrealismo, a veces incluso visiones de pesadilla. Deben compararse con los dibujos realizados por los deportados, siendo los más conocidos en Francia los de David Olère. Las escenas de llegada al campo de concentración vuelven como en pesadillas. Podemos citar la novela de Ka-Tzetnik 135633, El péndulo sobre la cabeza, publicada en 1961.
Las novelas escritas en francés por sobrevivientes del Holocausto siguen diferentes caminos literarios. The Salt and Sulphur de Anna Langfus, publicado en 1960, evoca su viaje durante la guerra, sus cualidades literarias atraen inmediatamente la atención de la crítica y del público. Recibió el prestigioso premio Charles Veillon por este libro. La siguiente novela, Les Bagages de sable, ganó el Prix Goncourt en 1962. Ella presenta en forma de una historia de amor fallida, el dolor de un sobreviviente del Holocausto que no puede regresar al mundo. Piotr Rawicz, nacido en Ucrania y exiliado en París en 1947 tras haber sobrevivido milagrosamente al exterminio de los judíos de Europa, busca dilucidar las razones de su supervivencia en Le Sang du ciel, una novela asombrosa que oscila entre lo macabro y lo grotesco, la violencia y la ternura. La primera novela de Jorge Semprún, Le grand voyage,  escrita a los 40 años, tiene como tema la deportación. Esta novela autobiográfica tiene la estructura de una narración oral. El marco cronológico está constantemente perturbado por digresiones que aparecen según la memoria, por palabras clave o incluso por un deseo racional de recordar. La narración es una odisea de cinco días en el escenario único de un vagón de carga entre Compiègne y el campo de concentración de Buchenwald. Gerard, el narrador, piensa en su pasado y relata hechos relacionados con el mismo.

#### Hijos del Holocausto
Aquellos que vivieron el Holocausto cuando eran niños ofrecen una perspectiva diferente. Así Uri Orlev, nacido en 1931, superviviente del gueto de Varsovia y del campo de concdentración de Bergen-Belsen, inventa  en Una isla entre las ruinas la historia de Alex, un niño ingenioso, que consigue sobrevivir con su ratón blanco en un refugio clandestino que él mismo construyó dentro del gueto de Varsovia.
Jaroslaw Marek Rymkiewicz, nacido en 1935, entrega en una obra inclasificable, La última estación, Umschlagplatz, a la vez novela, ensayo y relato autobiográfico, sus recuerdos como niño polaco que vive muy cerca del gueto de Varsovia. Umschlagplatz  es el lugar desde donde 310.000 judíos partieron hacia los campos de exterminio en 1942. La obra de Henryk Grynberg, nacido en 1936 en Varsovia, escondido durante la guerra por familias”arias". Da testimonio de sus vivencias a través de cuentos y novelas como L'enfant de l'ombre  donde relata el desesperado deambular de su infancia, Drohobycz, Drohobycz y otras historias : True Tales from the Holocaust and Life After, un conjunto de relatos breves que narran entre otras cosas el asesinato del artista Bruno Schulz o Children of Zion (Jewish Lives) donde narra la evacuación de niños de la Unión Soviética a Palestina en 1943. Louis Begley, nacido en 1933, reflexiona sobre su pasado en Una educación polaca. Él menciona "su propia vergüenza de estar vivo", la herida de una infancia polaca transida por el miedo, la mentira y el secreto. Jerzy Kosinski, otro niño escondido, también relata en su primera novela, El pájaro pintado, de 1966, la epopeya de un niño judío en el campo polaco durante la Segunda Guerra Mundial. El lector se enfrenta a una serie de escenas atroces en las que la violencia y la crueldad alcanzan su clímax. Las torturas, tanto morales como físicas, sufridas por el niño, se cuentan con monotonía en un estilo seco, siempre al mismo ritmo, como si fueran las consecuencias de un mal ineludible que habita en el hombre. En Born a Jew, Marcel Liebman relata su infancia como un niño escondido en Bélgica.
El húngaro Imre Kertész, nacido en 1929, cuya obra está profundamente marcada por su experiencia de los campos de concentración, es un testigo increíblemente neutral de lo que vivió. En su novela Sin destino, el héroe es un adolescente judío de quince años, como él en el momento de su internamiento, el joven es arrestado y luego deportado a un campo de concentración nazi. Allí, él ve los eventos que ocurren allí como algo "natural dadas las circunstancias". Como resultado, la barbarie que sufre parece despertar en él nada más que indiferencia (como en El extranjero de Camus). Kertész relata, sin ningún efecto patético, los crímenes atroces que tienen lugar en el lugar. Por el contrario, intenta distanciarse de ella y mantener el punto de vista de un adolescente asombrado. El autor piensa que es imposible escribir una novela sobre la realidad de Auschwitz sin escandalizar al lector. Sólo se puede tratar de hacer comprender, por el desorden que suscita el relato, esta monstruosidad humana.

#### Imposturas literarias
El alcance del Holocausto y el impacto de los testimonios han alentado a algunos autores a publicar relatos puramente ficticios haciéndolos pasar por relatos auténticos de sobrevivientes. Entre ellos, Monique De Wael, conocida como Misha Defonseca, inventó una odisea desde Bélgica hasta Rusia en busca de sus padres deportados. El libro ha vendido 200.000 ejemplares, ya que la historia de esta pequeña niña adoptada por lobos más acogedores que los humanos de la época ha despertado el asombro de los lectores. La autora reconoció el carácter ficcional de su obra a raíz de la polémica suscitada en torno al libro Survivre avec les loups, y la película que se basó en él. Le había precedido en la materia Bruno Grosjean, que había publicado su "recuerdos" bajo el nombre de Binjamin Wilkomirski, antes de que las inconsistencias y el carácter ficticio de la historia quedaran definitivamente establecidos en 1999.

### El Holocausto, un tema ficticio que se ha vuelto universal
La conmoción del Holocausto ha sido tal en el mundo que muchos novelistas lo han convertido en un tema central de su ficción romántica. Todos los países de Europa se vieron afectados, así como todas las comunidades judías del mundo. Pero para la mayoría de estos autores, que no han experimentado los campos de concentración, cualquier intento de representación directa parece imposible, incluso indecente. Por lo tanto, debemos encontrar otras formas de hablar sobre el Holocausto, sin describir los campamentos y lo que sucedió allí.

#### Pioneros
El primer intento indirecto se debe sin duda a Saul Bellow, uno de los maestros de la novela judía estadounidense. En su primera novela, Hombre en suspenso (Dangling Man), publicada en 1944, evoca las acciones de la Guardia de Hierro rumana durante la Segunda Guerra Mundial. En 1946, Zvi Kolitz publicó Rákover habla a Dios,  una acusación conmovedora de un luchador del gueto de Varsovia y un texto aclamado por Emmanuel Levinas. En Israel, Haïm Gouri se inspira en sus experiencias europeas en 1947. para escribir L'Affaire chocolat. Retrata a dos supervivientes encontrándose en la Varsovia de la posguerra, Robi, rebosante de iniciativa y espíritu emprendedor, que lleva a cabo el caso en cuestión, mientras su compañero Mordy se deja llevar por la pena y muere. Edward Lewis Wallant retrata en su segunda novela, The Pawnbroker (1961) a Sol Nazerman, superviviente de Dachau y Bergen-Belsen que se instala como prestamista en Harlem. Wallant analiza las consecuencias psicológicas del Holocausto para un sobreviviente. Traza un paralelo entre la situación de los judíos y la de los negros estadounidenses que fueron víctimas de la esclavitud y la segregación, lo quecausó una controversia considerable en su momento. La novela fue llevada al cine por Sidney Lumet. Algunas organizaciones judías pidieron boicotear la película porque encontraron antisemita la representación del prestamista judío. Grupos de negros acusaron a la película de promover estereotipos raciales en los barrios marginales, donde todo el mundo parecía ser proxeneta, prostituta o drogadicto.
Saul Bellow y Bernard Malamud retornarán varias veces en su obra al tema del Holocausto, el primero en El planeta de M. Sammler, el segundo en El hombre de Kiev en 1966 y La gracia de Dios, su última novela, en 1982. Dan paso a toda una serie de novelas que, sin tener el Holocausto como tema principal, se refieren a él a través de un personaje o un flashback. Cuando André Schwarz-Bart publicó El último justo en 1959, la literatura sobre el Holocausto aún estaba en pañales en Francia. Esta novela, que cuenta a través de una saga familiar la historia de los judíos de Europa desde el siglo XII hasta Auschwitz, fue un éxito fenomenal (más de un millón de ejemplares vendidos y un premio Goncourt). El público francés tomó conciencia del horror del genocidio judío que pudo situar en la perspectiva histórica del viejo antisemitismo europeo. El fuerte impacto de este libro fue tal, que el kadish con que termina el libro ahora está inscrito en letras gigantes en una pared en Yad Vashem. 

#### Novelistas de habla inglesa

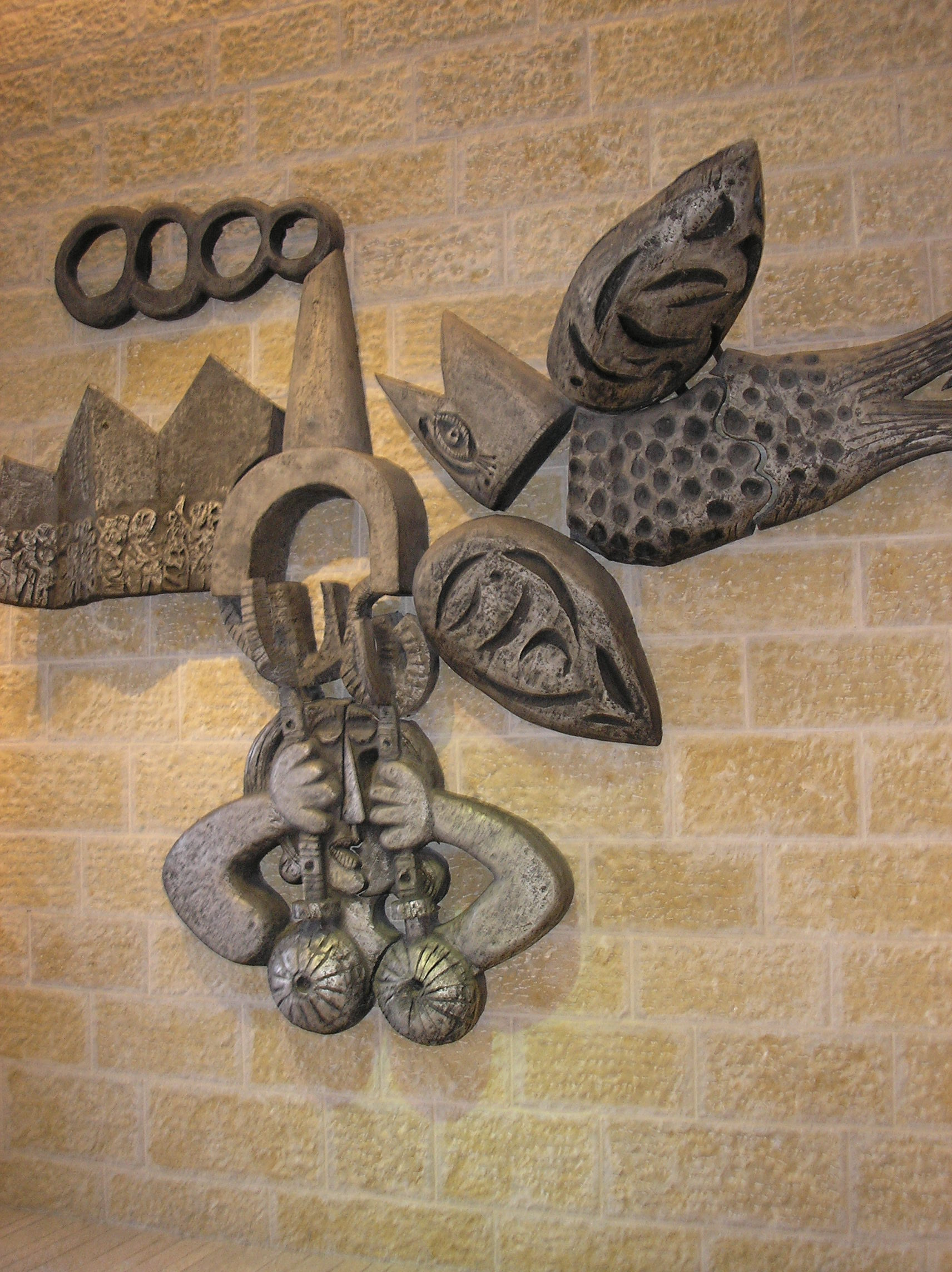
Mural Yad Vashem

Philip Roth, cuyas novelas cuentan la historia de los judíos estadounidenses, evoca a menudo la memoria del Holocausto. En su primera obra, Goodbye, Columbus, el Holocausto aparece en uno de los seis cuentos, Eli the Fanatic. En la pequeña comunidad de Woodenton, Eli Peck, un abogado judío asimilado del pequeño pueblo, tiene de hacer partir una comunidad judía recién emigrada de Europa del Este. Se encuentra frente a un grupo que lo ha perdido todo. A partir de entonces, la escritura de Philip Roth aborda el Holocausto solo en las formas del absurdo, lo grotesco, lo macabro. Roth da a luz a su doble literario en La visita al Maestro, “Nathan Zuckerman”. Éste conoce a una hermosa desconocida a la que imagina una Ana Frank superviviente de Bergen-Belsen que, enterándose tarde de la supervivencia de su padre durante la publicación de su famoso diario, opta por guardar silencio para permitir que su testimonio "póstumo" tenga todo su impacto en la concienciación sobre el Holocausto. En Operación Shylock, el escritor aborda una vez más el tema del judaísmo en el siglo XX y se pregunta cómo ser judío en el siglo XX, después del Holocausto, cuando ahora existe un Estado judío.. El narrador, el propio Philip Roth, se entera de que cierto "Philip Roth" hace estragos en Israel, dando conferencias sobre el diasporismo o el regreso de los judíos asquenazíes a sus respectivas patrias. La conjura contra América  (2004), es una novela histórica en la que el narrador, un tal Philip Roth, cuenta la historia de su familia cuando Charles Lindbergh, conocido por su antisemitismo y sus simpatías nazis, se convirtió en presidente de los Estados Unidos en 1940.
Cynthia Ozick ofrece un trabajo igualmente interesante. El héroe de El Mesías de Estocolmo es un crítico literario sueco que se cree hijo natural de Bruno Schulz, el escritor polaco asesinado por los nazis. Busca el manuscrito de una novela mítica y perdida de su padre imaginario, El Mesías.  El chal gira en torno a Rosa Lublin. superviviente de un campo de exterminio, quien no se recupera de la pérdida de su bebé al que había envuelto en un chal para ocultarlo de los nazis: "Mi sobrina Stella, dijo Rosa lentamente, dijo que en América los gatos tienen nueve vidas, pero nosotros somos menos que gatos, entonces tenemos tres. La vida antes, la vida durante, la vida después." Una de las últimas novelas  estadounidenses importantes sobre el Holocausto es La historia del amor de Nicole Krauss. En esta novela donde se entrecruzan varias tramas, uno de los protagonistas, Léopold (Léo) Gursky, sobrevive al Holocausto permaneciendo escondido en los bosques polacos mientras su amada, Alma, lograba partir hacia Nueva York antes de la invasión alemana. Después de la guerra, Léo a su vez se viaja a América. Alma, embarazada de él, lo creía muerto, y se casó con otro. Su amigo, Zvi Litvinoff, publicó el manuscrito que le había confiado, La historia del amor, reivindicando su autoría. Léo Gusky sobrevive llorando todo lo que perdió, su amor, su hijo, su trabajo, como si el Holocausto lo hubiera apartado de su destino.
Entre los autores ingleses, el Holocausto aparece muy tarde como tema novelesco. Donald Michael Thomas escribió en 1981, The White Hotel  con un tono irónico, mezclando el psicoanálisis y el Holocausto.

#### Literatura israelí sobre el holocausto

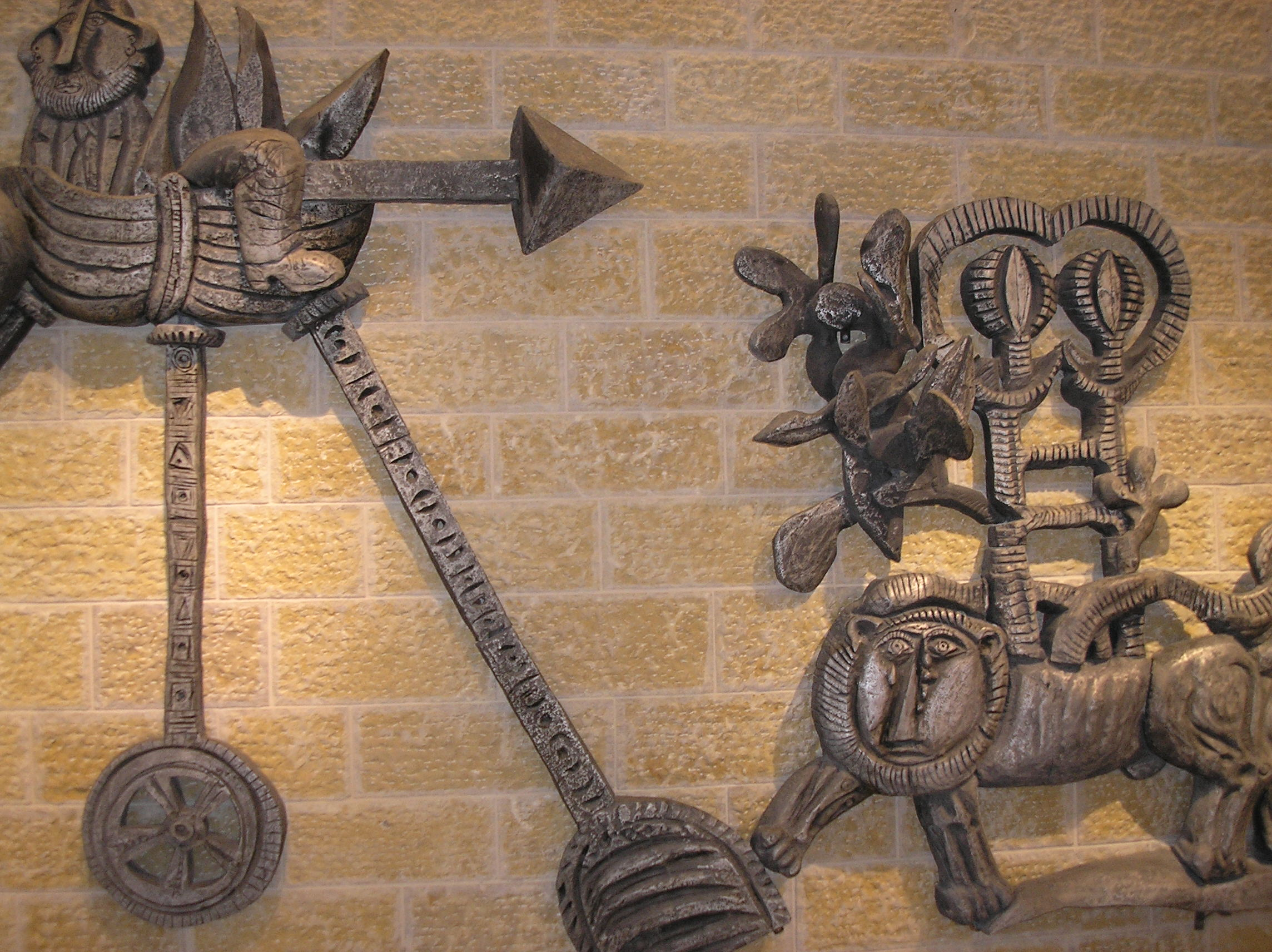
Mural Yad Vashem

Como en todos los países de acogida, los sobrevivientes que emigran a Israel llegan cargados de historias horribles y como en todos lados, rápidamente se dan cuenta de que “ una barrera de sangre y silencio los separa de sus compatriotas. Sin embargo, se estima que uno de cada tres israelíes era sobreviviente del Holocausto a finales de 1949, o aproximadamente 350.000 personas. No fue hasta 1953 que la Knéeset aprobó la ley sobre el Holocausto y otorgó oficialmente a Yad Vashem la función de " recopilar, investigar y publicar todos los hechos relacionados con el mismo. Pero las palabras de los testigos siguieron siendo apenas audibles. Por lo tanto, no sorprende que los escritores israelíes de lengua hebrea se lanzaran tarde a la evocación del Holocausto. El resurgimiento fue impulsado por el juicio de Adolf Eichmann que se abrió en Jerusalén. Gideon Hausner, el Fiscal General de Israel convocó a la barra a un gran número de testigos que motivaron la identificación con los sufrimientos de las víctimas. Pero aún así, les tomó algún tiempo a los escritores israelíes de habla hebrea mencionar el Holocausto en sus obras, con las notables excepciones de Aharon Appelfeld y Haim Gouri. L'Affaire Chocolat  de este último evoca el trauma de los dos sobrevivientes judíos, sin nombrarlos, y la imposibilidad de borrarlo, si no de superarlo. Yoram Kaniuk también lo menciona en The Last Jew y El hombre perro. El eje de su obra fue la relación entre el judaísmo e Israel y la confrontación con la Shoah, como precursor de la “literatura de segunda generación”, en la que los hijos de los sobrevivientes procesan los traumas de sus padres. Los autores jóvenes, que solo han vivido el Holocausto en la memoria colectiva de Israel, también comienzan a hablar del tema: Savion Liebrecht en su colección de cuentos, A Roof for the Night, o especialmente David Grossman en Ver a continuación: amor (ערך: אהבה.) La novela  aborda las secuelas traumáticas del Holocausto en los sobrevivientes y sus descendientes y muestra lo difícil que les resulta sentir y mostrar amor por la vida y por los demás. Por otra parte, muestra la imposibilidad de “traducir” al lenguaje un evento como la Shoah y hacerlo comprensible. Amir Gutfreund introduce una dosis de ironía y ternura en Les gens indispensables ne meurent jamais. Dos niños, llenos de vida, acosan en Haifa a viejos supervivientes con preguntas para arrancarles, poco a poco, los recuerdos de aquellos trágicos años.
Aharon Appelfeld nació en 1932 en Rumania, con el alemán como lengua materna. Emigró a Israel en 1946, tras perder de vista a ambos padres durante el Holocausto (volvería a encontrar a su padre años después). Sus novelas giran directa o indirectamente en torno al genocidio judío. Sus héroes son judíos asimilados, que no se reconocen en una identidad judía. Están tanto más desarmados cuando tienen que afrontar su destino como judíos. Aharon Appelfeld también describe a sobrevivientes incapaces de liberarse de un pasado doloroso que los persigue, incapaces de forjar una nueva vida. Le Temps des prodiges  es el ejemplo perfecto. La novela muestra la desintegración de una familia de judíos austríacos asimilados, negándose a ver los crecientes peligros, a través de los recuerdos del narrador, un niño. Luego se detiene cuando la comunidad judía de la ciudad es deportada, para retomar años después con el regreso del narrador a los lugares de su infancia. Allí se enfrenta a la indiferencia y al antisemitismo latente. Tzili, la historia de una vida es el intento del autor de reconectarse con su pasado largamente reprimido.

#### El Holocausto en la literatura alemana

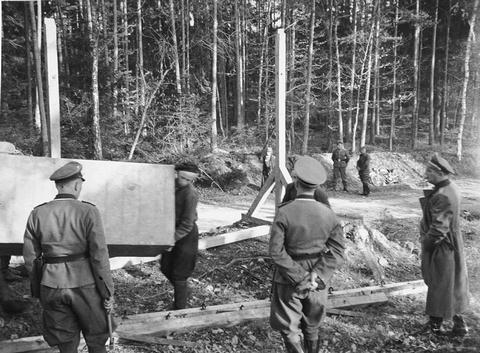
SS custodiando a los deportados en el campo de Buchenwald

Aparte de Peter Weiss, un judío alemán que escapó del Holocausto, es imposible que los escritores alemanes se enfrenten a lo sucedido de otra forma que no sea denunciando su aspecto destructivo en la sociedad alemana. Hans Fallada, en su novela Solo en Berlín, publicada en 1947, evoca el destino de una anciana judía víctima de la bajeza humana, de los fracasados que ven en el nazismo una oportunidad para vengarse de la vida. Heinrich Böll fue el primero, en un momento en que Alemania Occidental quería olvidar su pasado reciente y vergonzoso, en explorar en sus relatos la culpabilidad alemana y los desastres psicológicos y humanos provocados por el nazismo y la guerra. Este católico sincero y atípico, desertor de la Wehrmacht, aporta en una novela corta publicada en 1953, Y no dijo ni una palabra el retrato de una Alemania que ya no cree en nada y donde acecha la sombra de los crímenes del nazismo. En El pan de los años mozos, publicada en 1955, ofrece el retrato cotidiano de una nación herida donde la guerra ha desbaratado estructuras y demolido familias. Denuncia una Alemania que se niega a asumir su culpa en un momento en que el "milagro alemán" ha anestesiado la mala conciencia del pasado. Alemania solo comienza a abrir los ojos en el momento del juicio de Eichmann en Jerusalén.
Peter Weiss, cuya familia se exilió en Suecia en 1938, escribe después de una visita a Auschwitz: "Es una localidad a la que estaba destinado y de la cual escapé." Asistió al juicio de veintidós funcionarios del campo de Auschwitz en Fráncfort del Meno. Al igual que el juicio de Eichmann en Jerusalén, este juicio de veinte meses (20 de diciembre de 1963 - 19 de agosto de 1965) desempeñó un papel importante en la sensibilización de la población alemana. A partir de sus notas y de la transcripción completa de los interrogatorios en el Frankfurter Tageszeitung, Weiss escribió La indagación (Die Ermittlung), que pertenece al género del teatro documental. Las once “canciones” de la obra, que tienen una función tanto narrativa como dialógica, resumen las declaraciones contra varios guardias; siguen el camino de las víctimas desde la rampa de llegada a Auschwitz hasta los crematorios, de modo que se denuncian facetas cada vez más crueles del exterminio masivo anónimo. Esta estructura también se inspira en la representación del sufrimiento cristiano en las estaciones, por ejemplo, de la Gran Pasión  de Albrecht Dürer en once grabados en madera.
Günter Grass recibió el Premio Nobel de Literatura en 1999 "por haber representado el rostro olvidado de la historia en fábulas de oscura alegría". Hundejahre (Años de perro)  (1963) narra el desarrollo de Alemania entre 1920 y 1955. Esta es una oportunidad para mostrar la maldad que culminó en un montón de huesos " [...] un montículo blanquecino, una fábrica muy humeante ". Pero la tardía admisión por parte de Günter Grass de su compromiso con las Waffen SS, a los 17 años, al final de la guerra, provocó muchos revuelos y cuestionamientos sobre el sentido de la obra del escritor, ¿denuncia o cortina de humo sobre su pasado? El dramaturgo Thomas Bernhard denuncia, por su parte, la hipocresía de Austria. El lector (Der Vorleser) de Bernhard Schlink, publicada en Alemania en 1995, es una obra compleja, es a la historia de la iniciación romántica del narrador (15 años al comienzo de la novela) por una mujer de 36 años que lo abandona misteriosamente, y unos años más tarde resulta haber sido guardia en un campo de concentración, siendo arrestada, juzgada y encarcelada. Más allá de la historia que gira en torno a un secreto cuidadosamente escondido por la mujer, el libro se enfoca en las dificultades de comprensión del Holocausto para las generaciones posteriores a esta, y se pregunta si se puede entender solo con el lenguaje.

#### La literatura francesa y el Holocausto
La literatura francesa sobre el Holocausto toma varias formas. Más de 20 años después de Schwartz-Bart, Marek Halter vuelve al género de la saga familiar al contar la historia de una familia sacudida por las persecuciones y los vaivenes de la historia desde el 70 hasta el levantamiento del gueto de Varsovia en La Mémoire d'Abraham.  En 2002, Joseph Bialot se convirtió en uno de los que mejor supieron dar cuenta del trauma de la experiencia del campo de concentración, con la publicación de su testimonio C'est en hiver que les jours rallongent (Es en invierno que los días se alargan).
A partir de la década de 1970, hubo un resurgimiento de la memoria judía de la ocupación y el Holocausto, que fue de la mano de una profusión de novelas y cuentos. La próxima generación, la de los hijos de sobrevivientes y niños sobrevivientes del Holocausto tomó la pluma. En El hombre seguido, Serge Koster, nacido en 1940, cuenta la historia de dos niños nacidos durante la guerra, uno judío y el otro no, cuyo padre se vio comprometido durante la ocupación. Élisabeth Gille, cuya madre Irène Némirovsky murió en Auschwitz en 1942, escribió Le Mirador en 1992, un libro que toma la forma de una novela que ella subtitula "Recuerdos de sueños" donde, en primera persona, cuenta la historia de su madre. En 1996, con Un paisaje de cenizas, Elisabeth Gille regresaba a su infancia devastada. Berthe Burko-Falcoman, una niña escondida que no lo sabía, evoca en El niño escondido  la dificultad de encontrar la propia identidad cuando uno ha estado escondido c uonn nombre falso durante los años de la infancia. Philippe Grimbert evoca en Un secreto las mismas dificultades para un niño nacido después de la guerra a quien sus padres han ocultado cuidadosamente su identidad judía, incluso su nombre, parte de cuya familia ha desaparecido en los campos y el Stalag. También hay que mencionar a Myriam Anissimov, Robert Bober. Las preguntas sobre el Holocausto y los desaparecidos también se plasman en la escritura teatral. Liliane Atlan se inspira en las tradiciones judías: The Musicians-the Emigrants (1993) y An Opera for Terezin (1997) son sus obras más significativas que evocan el Holocausto. Jean-Claude Grumberg, cuyo padre murió en la deportación sin que él supiera realmente dónde ni cuándo, evoca en su teatro las heridas de esta ausencia y enigma. En L'Atelier, las mujeres judías esperan el regreso de sus maridos de la deportación. En Amorphe d'Ottenburg, el padre Hans es una alegoría de la política nazi hacia los judíos. En Soñando quizás, título tomado de Hamlet, el padre desaparecido acecha al héroe de la obra. Daniel Zimmermann, superviviente del nazismo, hizo de los campos el tema de su novela L'Anus du monde. .
Los escritores más emblemáticos de la literatura francesa sobre el Holocausto son Georges Perec, Patrick Modiano y Henri Raczymow. Estos autores, como sus colegas extranjeros, se encuentran con la dificultad de hablar de un acontecimiento que no han vivido, o lo han vivido muy poco, y que les ha sido transmitido con mucha dificultad, como ausencia o como desaparición. esta memoria ausente está en el corazón mismo de su trabajo. Se expresa a través de una poética cercana a la investigación formal de Oulipo y el New Roman.Georges Perec es un niño escondido y huérfano del Holocausto. Utiliza la constricción literaria del oulipo y las construcciones intelectuales para nombrar lo indecible (la muerte de su madre, el dolor de la ausencia) mientras lo entierra en lo profundo del texto. Así La Desaparición, célebre novela lipograma escrita en 1969, no sólo evoca la desaparición de la letra E, nunca utilizada en la novela, sino la de sus padres. W o el recuerdo de la infancia alterna una historia romántica, imaginada por Perec durante su adolescencia en torno a la isla de W, dedicada a la competición deportiva, y cuyas reglas tomadas de Esparta resultan cercanas al horror de los campos de concentración, y el relato autobiográfico de la infancia del autor. La relación entre las dos historias no se explica, pero estalla al final de la lectura.
Con Modiano, nacido en 1945, la búsqueda de huellas de la persecución de los judíos implica explorar las calles de París. en La Place de l'Étoile, la margen derecha está vinculada a las actividades más turbias de la Ocupación : este es el dominio de la Gestapo, de su contraparte francesa, y de la colaboración. La margen izquierda, por otro lado, está asociada con la Resistencia, que tenía su cuartel general en el distrito XIV. Pasa luego al relato-investigación cuyo modelo más fascinante es sin duda Rue des Boutiques Obscures (1978). Un narrador amnésico realiza una investigación sobre su pasado que lo retrotrae al período de la Ocupación en Francia y parece reconstruir poco a poco algunos datos de su vida anterior, incluido el hecho responsable de su amnesia, un vano intento de cruzar la frontera suiza de forma fraudulenta con su compañero. La novela se construye así en torno a un vacío central, una ruptura por llenar, un misterio por resolver. Se refiere a la toma de conciencia de una ruptura histórica constituida por los acontecimientos de la Segunda Guerra Mundial. El papel de la literatura se plantea aquí como esencial, ya que permite conservar las huellas del pasado y de lo que queremos borrar. Ella " reparar estos muertos, y ella da testimonio. La novela puede imaginar, hacer ficción para llenar los vacíos del tiempo, el olvido, el exterminio, permaneciendo en un espíritu de verdad, en la fidelidad a los desaparecidos ya sus vidas. Con Dora Bruder este trabajo es aún más claro. El realismo es impotente para expresar la historia de los desaparecidos. Queda entonces la representación alegórica, indirecta, fragmentaria, de una experiencia vivida que el lector está llamado a descifrar en cuentos de adivinanzas donde todo es huella e indicación de otra cosa, donde todo es desplazamiento en la representación. Dora Bruder se convierte en una especie de símbolo, presente y ausente a la vez, de los horrores de los años oscuros, y en especial de la participación francesa en la Solución Final alemana. Porque el esfuerzo del novelista por descubrir el destino de una judía francesa le revela el aniquilamiento de muchas otras.
Henri Raczymow, el menos conocido de los tres, se compromete en Contes d’exil et d’oubli  a restaurar la memoria judía antes del Holocausto. En Un cri sans voix, explora las consecuencias del Holocausto en la vida actual. referencias religiosas : Jericó cuyo muro se derrumbó, El Libro de Ester, Las profecías de Ezequiel sobre Gog y Magog, son numerosas. Un regreso a los orígenes es la fuente de Dix jours "polonais".

#### El Holocausto visto desde la perspectiva de los verdugos
Filósofos, psicoanalistas, historiadores, escritores han investigado la cuestión de: ¿Cómo puede un hombre cometer tales horrores? Algunos escritores han intentado meterse en la cabeza de los verdugos escribiendo ficciones siempre inquietantes. La característica de estas novelas es, en efecto, la crudeza de los detalles, que difícilmente se encuentra en los novelistas del Holocausto que no conocieron la terrible experiencia del campo de concentración. Extraen estos detalles de los relatos de los sobrevivientes pero los integran como datos comunes para los verdugos. El tono es, por tanto, cínico y frío, neutro y desprendido, en estas obras donde las monstruosidades se realizan con toda buena fe y con el sentimiento de actuar para "la buena causa".
El primero en probar suerte en el género fue Robert Merle, quien en 1952 publicó La muerte es mi oficio. La narración, en primera persona, cuenta la historia de Rudolf Lang, comandante de Auschwitz. Recibió la orden de exterminar a los judíos y llevó a cabo su tarea concienzudamente sin mostrar el menor remordimiento, incluso cuando fue condenado a muerte en 1947. Merle basó su novela en los interrogatorios a Hoss, el comandante de Auschwitz, en su celda por parte de un psicólogo estadounidense, y en documentos de los Juicios de Núremberg. Tras su publicación, el libro fue muy controvertido. El libro puede servir una como ilustración de la tesis de Hannah Arendt sobre la banalidad del mal.
En 1991 se publicó Time's Arrow: or The Nature of the Offence (La flecha del tiempo o la naturaleza de la ofensa) de Martin Amis. El libro cuenta la historia de Tod T. Friendly. La narrativa inversa comienza en Estados Unidos, donde Friendly primero vive jubilado y luego practica la medicina. Siempre tiene miedo de algo y no quiere llamar demasiado la atención. Más tarde cambia de identidad y se muda a Nueva York. (Considerando la historia hacia adelante, escapó de Europa después de la guerra y logró establecerse en América, con la ayuda del reverendo Nicholas Kreditor, quien aparentemente ayuda a los criminales de guerra a esconderse). En 1948 viaja (en reversa) a Portugal, desde donde se dirige a Auschwitz. El lector descubre paulatinamente la profesión de médico, los repetidos cambios de identidad, las pesadillas de Friendly, para finalmente ver develado su terrible pasado como médico nazi en Auschwitz. Amis retrata el día a día de un médico y el universo hospitalario "donde las atrocidades se suceden sin poder detenerlas, como si se necesitaran nuevas atrocidades para validar atrocidades anteriores." 
La novela de Jonathan Littell, Las benévolas está contada, como en La muerte es mi oficio, en primera persona y desde la perspectiva  del verdugo, Max Aue. Aue está obsesionado con lo absoluto, que para él no es Dios sino la nación. El genocidio no tiene para él ninguna utilidad política o económica, sino que sirve como una especie de gran sacrificio ritual: une a quienes lo cometen y les impide volver atrás. El asesinato en masa es posible gracias a la desinhibición en la cadena de mando burocrática, que Aue describe no como Hilberg o Arendt, sino con la alienación de Marx del trabajador de su producto. Las benévolas fue un gran éxito literario en 2006 y obtuvo el Prix Goncourt y Grand Prix du roman de l'Académie française. La prensa en alemán fue más reticiente que la francesa y criticó que la obra despliega una estetización del horror que, contrariamente a los elogios de la crítica francesa, tiene menos que ver con la franqueza de Stendhal y más con otro género: el cine de terror. Esa poética de la crueldad convierte a un autor contemporáneo de gran talento en un violento pornógrafo.

## Poesía de la aniquilación
Itzhak Katzenelson fue un dramaturgo que participó activamente en el levantamiento del gueto de Varsovia que comenzó el 19 de abril de 1943. Para salvar su vida, el comando de la organización de combate judía le consiguió documentos hondureños falsificados y lo introdujo de contrabando en la “parte aria” de Varsovia, donde él, como muchos otros, esperó en vano encontrar la libertad a través del Hotel Polski. En cambio, fue enviado a un campo de concentración especial en Vittel, al borde de los Vosgos. Allí fueron internados sobre todo ciudadanos estadounidenses y británicos, que debían ser canjeados por alemanes que habían sido internados en países hostiles. Allí también escribió su Dos Lid funm ojsgehargetn jidischn Folk  (manuscrito terminado el 17 de enero de 1944), que enterró, metido en botellas, debajo de un árbol, con su compañera de prisión Miriam Novitch, quien sobrevivió. El campo fue liberado por los aliados el 12 de septiembre de 1944. Una copia del manuscrito fue cosida en el asa de una maleta y llevada de contrabando a Palestina en 1944 por un compañero de campo a quien se la había dado. Se han conservado ambas copias. A fines de abril de 1944, Katzenelson y su hijo Zwi, de diecisiete años, fueron deportados a Auschwitz en el "Convoy 72", donde fueron gaseados el 1 o el 3 de mayo de 1944.
«La poesía como testimonio es la voz humana que dice lo humano irreductible.». En los guetos y los campos, los poetas judíos plasman en verso la catástrofe que cae sobre su pueblo. Es Itzhak Katzenelson, que implora a los vagones que le digan adónde han ido los judíos del gueto de Varsovia:

Wagons vides ! Vous étiez pleins et vous voici vides à nouveau,
Où vous êtes-vous débarrassés de vos Juifs ?
Que leur est-il arrivé ?
Ils étaient dix mille, comptés, enregistrés – et vous voilà revenus ?
Ô dites-moi, wagons, wagons vides, où avez-vous été ? (...)
Muets, fermés, vous avez vu.
Dites-moi, ô wagons, où menez-vous ce peuple,
ces Juifs emmenés à la mort ?
vagones vacíos! Estabas lleno y ahora estás vacío otra vez,
¿Dónde te deshiciste de tus judíos?
¿Qué les pasó a ellos?
¿Fueron diez mil, contados, registrados, y aquí estás de vuelta?
Oh, decidme, vagones, vagones vacíos, ¿dónde habéis estado? (...)
Mudos, cerrados, habéis visto.
Decidme, oh carros, ¿adónde conducís a este pueblo,
estos judíos llevados a la muerte?

También Avrom Sutzkever escribió muchos poemas en el gueto de Vilna publicados después de la guerra, en los cuales evoca la conmoción del mundo, la destrucción de los lugares judíos y la muerte de los judíos en las calles, alcantarillas, campamentos. Java Rosenfarb también escribió en el gueto de Lodz e incluso en el campo de trabajo en Alemania donde fue deportada. Isaiah Spiegel habla de la "piel hinchada agrietada por el hambre" en el gueto de Lodz. Wladiyslaw Szengel, de lengua polaca, dejó conmovedores poemas sobre la destrucción del gueto de Varsovia, así como de la partida de Janusz Korczak, el célebre pediatra, desde la Umschlagplatz:

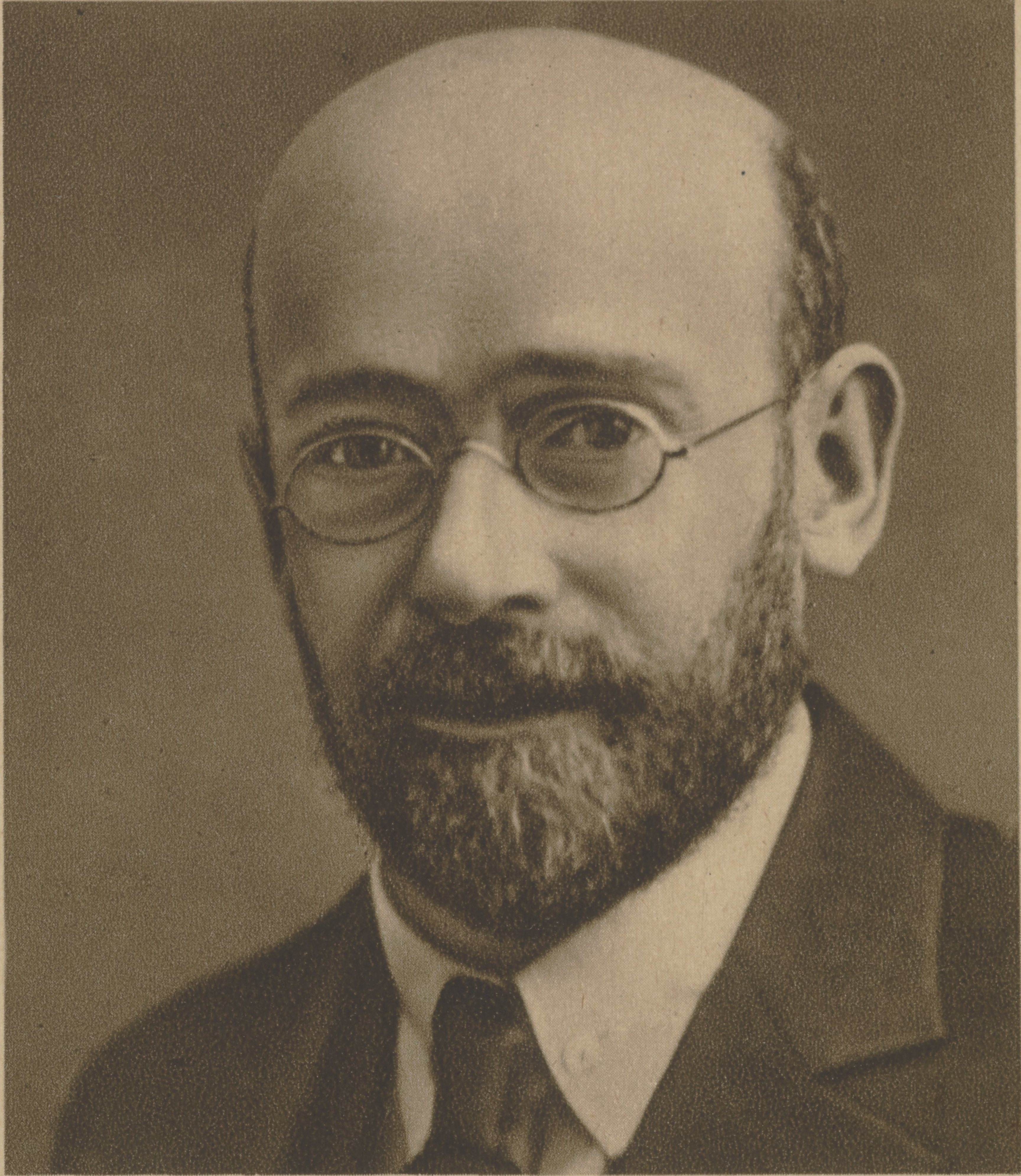
Janusz Korczak

...) Y ya los niños se subían a los vagones (...)
Pensé en este momento ordinario,
Para Europa una nada insignificante, sin duda,
Que él, para nosotros, en la historia, en este mismo momento,
Ingrese a la página más hermosa allí.
Que en esta guerra infame contra los judíos,
En esta ignominia sin límites, en este caos sin esperanza,
En esta lucha por la vida a toda costa,
En estos bajíos de negociaciones-traiciones,
En este frente donde la muerte es ignominiosa,
En este baile de pesadilla en medio de la noche,
Había un soldado heroico,
Janusz Korczak, guardián de los huérfanos.
La afirmación de Theodor W. Adorno de la imposibilidad de escribir poesía después de Auschwitz, y la reticencia de Primo Levi a hacerlo, no es compartida por muchos autores en lengua yidis de la posguerra. No solo los poetas sobrevivientes de los guetos y campos continúan escribiendo, sino que la poesía permite que la lengua yidis perdure. Continúan extrayendo metáforas, ritmos e inspiraciones de las formas simbólicas de las tradiciones literarias judías que habían estructurado su imaginación. Muchos son desconocidos y nunca se han traducido, por ejemplo, al francés: Israel Aszendorf, Kalmen Fridman, Binem Heller ambos letristas y algunos de cuyos poemas han sido adaptados a canciones-  Los poetas yidis de vanguardia Jacob Glatstein y Peretz Markish, asesinados durante las purgas estalinistas de 1952, así como el teólogo Abraham Joshua Heschel, también dedicaron una colección de poesía a la destrucción de los judíos de Europa. Algunos de ellos pueden ser conocidos a través de antologías de poesía yidis o literatura del Holocausto. Los poetas yidis soviéticos, testigos cercanos de la aniquilación de los judíos de Europa del Este, tuvieron solo unos pocos años antes de la Noche de los Poetas Asesinados y la prohibición del yidis para evocar el Holocausto.
Es Samuel Halkin quien evoca "los pozos profundos, la arcilla roja", Peretz Markish quien afirma: "En verdad te digo que todos morimos en Lublin ", Itzik Feffer que publica Las Sombras del gueto de Varsovia en homenaje a los rebeldes del gueto, obra animada por el aliento de la epopeya, y David Hofstein dice:
(...) montar, ordenar
las sencillas las humildes palabras
para amasar tormentos y aflicciones
en palabras El sentimiento de culpa atormentaba toda la poesía yidis de los supervivientes, como de los poetas rusos. Mientras la mayor parte del pueblo y su lengua se habían hundido en la aniquilación, los sobrevivientes estaban amenazados de ser sumidos en la tentación letal del silencio o en la sordera del mundo.
Uno de los poemas más famosos sobre la aniquilación más famosos, aunque descartado por su autor por no ser representativo de su poesía, es la Todesfuge (Fuga de la muerte), de Paul Celan, un poeta judío de habla alemana, nacido rumano y naturalizado francés. El mundo de la literatura al otro lado del Rin, donde el antisemitismo se había metamorfoseado en lugar de desaparecer, no recibió adecuadamente a un poeta que colocaba el Holocausto en el centro de su escritura. La lectura pública de la Fuga de muerte frente a los escritores del Grupo 47 ", en 1952 en Niendorf, fue un fiasco; y algunos compararon la dicción de Celan con la de Goebbels. Celan le confió a su amiga, la poetisa austriaca Ingeborg Bachmann, que este poema es para él el epitafio de su madre que fue asesinada en el campo de Michailowka en Ucrania.
El poema comienza con los versos:

Schwarze Milch der Frühe wir trinken sie abends

wir trinken sie mittags und morgens wir trinken sie nachts

wir trinken und trinken

wir schaufeln ein Grab in den Lüften da liegt man nicht eng
Negra leche del alba la bebemos al atardecer

la bebemos a mediodía y en la mañana y en la noche

bebemos y bebemos

cavamos una tumba en el aire allí no se yace estrechamente

## Historietas y el Holocausto
Las historietas, consideradas un arte menor reservado a los niños durante mucho tiempo, se interesaron por el Holocausto con retraso. La bestia ha muerto!  publicado en 1947, es un álbum de historietas, que narra la Segunda Guerra Mundial en forma de historia de animales, no evoca en absoluto el Holocausto. De hecho, aún no se había tomado conciencia de la especificidad del mismo. 
Master Race, creada por William Ganes y Al Feldstein y publicada en 1955, fue una de las primeras historietas sobre el Holocausto, y ha sido descrita como el Citizen Kane del género.
Solo desde el lanzamiento de Maus: Relato de un superviviente, una novela gráfica completada en 1991 por el historietista estadounidense Art Spiegelman y, más recientemente, en 2006, Sir Arthur Benton, de Tarek, este tema se ha convertido en el centro de algunas historietas.

#### Archivo
- Oneg Shabbat (enlace roto disponible en Internet Archive; véase el historial, la primera versión y la última)., algunos documentos recopilados por Oneg Shabbat.
- Literatura y Shoah, poema, cuentos y canciones de cuna de judíos deportados.
- Bibliografía del Holocausto
- Creación durante el período del campo de concentración Archivado el 19 de noviembre de 2008 en Wayback Machine.
- bibliografía de novelas sobre el holocausto
- Libros Yizkor/Memorbuch Archivado el 26 de junio de 2015 en Wayback Machine.
- Lista de obras sobre el Holocausto recopiladas por la Universidad Justus Liebig en Giessen

#### Análisis
- Philippe Mesnard, Primo Levi, du rapport sur Auschwitz à la littérature
- Patrick Bruneteaux, Figures du dédoublement : la mort lente ou le travail de divinisation du bourreau
- Ressources documentaires sur le génocide nazi et sa négation
- (en inglés) Teaching the Holocaust through Literature sur le site Yad Vashem